# Christoffel Plantijn
Christoffel Plantijn (geboren als Christophe Plantin) (Saint-Avertin bij Tours, circa 1520 – Antwerpen, 1 juli 1589) was een invloedrijke boekdrukker en uitgever van Franse afkomst, die werkte in Antwerpen en Leiden.
Plantijn vestigde zich, op dertigjarige leeftijd, in 1549 in Antwerpen. In 1555 opende hij een eigen drukkerij, die op haar hoogtepunt de grootste van Europa was met 22 persen en meer dan 80 werknemers. Aan de drukkerij waren boekhandels in Antwerpen, Parijs en Leiden verbonden alsmede een magazijn in Frankfurt. Plantijn bereikte die positie door slim in te spelen op de politieke, religieuze en culturele ontwikkelingen van zijn tijd. Hij spreidde zijn investeringen over de mode- en de drukkersnijverheid en onroerend goed. Hij creëerde een netwerk van vrienden, zakenpartners en sponsors dat hij op strategische wijze wist in te zetten en trok de grootste geleerden en de beste vaklui uit zijn tijd aan voor zijn uitgeverij. De opvoeding en opleiding van zijn vijf volwassen geworden dochters was afgestemd op de behoeften van zijn bedrijf en dat gold ook voor de gerichte keuze van zijn schoonzoons.
De archieven van Christoffel Plantijn zijn voor het grootste deel bewaard gebleven. Er is dan ook relatief veel bekend over de omzet van het bedrijf, aantallen verkochte exemplaren van boekwerken, de opbouw van de kosten die Plantijn maakte, de salarissen van zijn personeel en de mensen die hij tijdelijk inhuurde om taken uit te voeren.  Dit archief is de enige volledige bron uit de zestiende eeuw  die dit soort gegevens over een periode van ruim drie decennia van een grafische onderneming verschaft en hoe zaken als lonen en tarieven fluctueerden tijdens het leven van Plantijn. Deze archieven van de Officina Plantiniana zijn dan ook sinds 2001 opgenomen in het register van de werelderfgoedlijst voor documenten, onderdeel van het Memory of the World-programma,   van de UNESCO. 

## Jeugd en opleiding
Van de eerste decennia van het leven van Plantijn is het meeste bekend uit een bewaard gebleven brief uit 1567 van zijn jeugdvriend Pierre Porret. Daarin wordt beschreven dat in Tours en omgeving een pestepidemie was geweest waaraan zijn moeder overleed. Zijn vader Jean nam Christoffel mee naar zijn werk in de burcht van de basiliek van Saint -Just van de Makkabeeën nabij Lyon, een van de oudste Franse kerken uit de vierde eeuw. Christoffel moet toen ongeveer vier jaar oud zijn geweest. Jean werkte daar als gouverneur bij een aantal families, waaronder die van Porret. Plantijn was ongeveer even oud als Pierre Porret. Zij zouden elkaar in latere briefwisselingen altijd aanspreken als mijn broer en Porret bleef altijd de belangrijkste vertrouwenspersoon van Plantijn.
Het werk van Jean Plantin bracht hem en zijn zoon na enkele jaren in Orléans en vervolgens in Parijs. Christoffel moet bij aankomst in Parijs ongeveer tien jaar zijn geweest. In 1534 keerde Jean Plantijn naar Lyon terug en laat de dan veertienjarige Christoffel in Parijs achter met een som geld waarmee hij een studie en kost en inwoning  bij een leraar thuis kon betalen. Hij beloofde  Christoffel ook weer op te komen halen. Na  enige tijd ontving Christoffel het bericht dat zijn vader was overleden. 
Het overlijden van zijn vader heeft tot gevolg dat Christoffel zijn studie in Parijs afbreekt en naar Caen in Normandië vertrekt. Dat was een stad met veel boekbinderijen en drukkerswerkplaatsen. Hij ging daar in de leer bij een ambachtsmeester om opgeleid te worden als boekbinder. In 1545 of 1546 trouwt hij met Jeanne Rivière, kort nadat hij volleerd gezel was geworden. Plantijn vertrok met zijn vrouw naar Parijs en gaat daar bij de drukker Jean Bogard werken. In waarschijnlijk 1548 besloot Plantijn naar Antwerpen te migreren. Op 21 maart 1550 wordt Plantijn op het stadhuis van Antwerpen als poorter en ‘boeckbindere’ geregistreerd. Bij het Antwerpse kunstnijverheidsgilde laat hij zich inschrijven als drukker.

## De eerste periode in Antwerpen
Het zou nog vijf jaar duren voordat Plantijn het benodigde kapitaal bij elkaar had om een drukkerij te financieren. Plantijn was naast zijn werk als boekbinder koopman in linnen kleding en modeaccessoires. Bestellingen van Parijse linnenhandelaren besteedde Plantijn aan bij Brabantse kantwerksters en zorgde voor verpakking en distributie naar Parijs en andere steden. In  1565 had zijn dochter Martina Plantijn meer dan 35  vrouwen als thuiswerksters aan het werk.  Plantijn had ook zelf een winkel in deze artikelen in Antwerpen. Tot in de achttiende eeuw zouden zijn opvolgers in de drukkerij belangen hebben in de kantnijverheid.
Wie daadwerkelijk zelf wilde drukken had daarvoor toestemming van de overheid nodig Op 18 februari 1555 verleende de Raad van Brabant hem een licentie. Dat was de start van zijn carrière als zelfstandig drukker. De wet schreef ook voor dat een drukker privileges moest aanvragen voor elke uitgave die hij wenste te drukken. Daarmee  had een drukker voor een afgesproken periode het alleenrecht om dat werk te drukken. Privileges werden alleen verleend als er eerder een zogenaamde probatio was. Dat werd verleend door een kerkelijke censor die naging of de uitgave niet in strijd was met de kerkelijke leer. Plantijn ontving in april dat jaar de toestemming drie werken te drukken. Het eerste was La institutione di une fanciulla nata nobilmente, een tweetalig (Frans-Italiaans) etiquetteboek voor de opvoeding van adellijke meisjes van Giovanni Michele Bruto. Plantijn drukte dit in opdracht van de Antwerpse uitgever Joannes Bellerus. De twee andere werken drukte hij dat jaar echter voor eigen rekening: een bloemlezing uit het werk van Seneca in Spaanse vertaling en een Franse vertaling van de Orlando Furioso. Vanaf 1557 droegen de titelpagina’s van zijn uitgaven het bekende drukkersmerk met de passer en het motto ‘Labore et Constantia’: door arbeid en standvastigheid’. De draaiende punt van de passer symboliseert de arbeid, de stilstaande punt de standvastigheid. Hij zou de drukkerij benoemen als De Gulden Passer. Deze naam leeft voort als de titel van een tijdschrift, De Gulden Passer, op het gebied van boekwetenschap en bibliofilie.

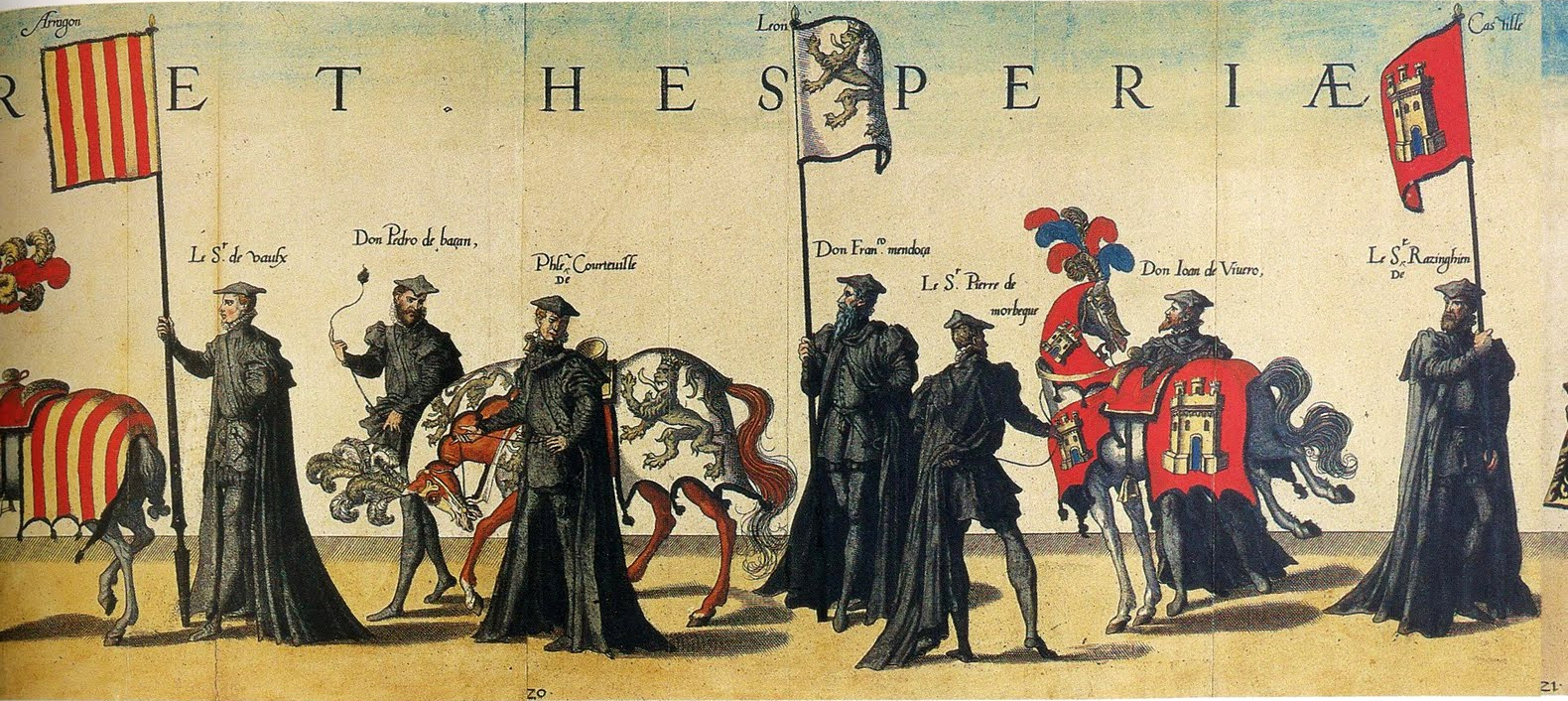
Deel van de rol van de lijkstoet van Karel V in Brussel

In de eerste jaren was de bedrijfsvoering van Plantijn - naast de neveninkomsten uit de kanthandel - vooral gebaseerd op goed verkopend risicoloos drukwerk. Het handelde dan om vulgaatbijbels en getijdenboeken in de volkstaal. Meer dan de helft van de boekproductie in de zestiende eeuw in de Nederlanden bestond uit religieuze lectuur. In deze eerste jaren nam Plantijn ook monopolies op het drukken van almanakken van andere drukkers over. Gebruiksdrukwerk zoals almanakken werden al snel door het intensieve gebruik versleten en onbruikbaar en werden na het betreffende jaar weggegooid. Organisaties zoals bijvoorbeeld gilden kochten voor hun werknemers ieder jaar nieuwe almanakken. In 1558 verkocht Plantijn 3000 Franse en Nederlandstalige almanakken.
Plantijn geeft in 1559 zijn eerste werk uit waarmee hij internationale faam  verwerft. Het is het album waarin verslag gedaan wordt van de lijkstoet in Brussel van Karel V die het jaar daarvoor was overleden. Het was de enige van de processies in meerdere steden van het rijk waar Filips II zelf aanwezig was. Het werk werd verkocht in een rol van 12 meter lang of in boekvorm, in de vijf talen van het rijk van Karel V., Nederlands, Frans, Duits, Spaans en Italiaans.

## De dochters van Plantijn
Plantijn en Jeanne Rivière kregen zes dochters en een zoon. Vijf dochters bereikten de volwassen leeftijd. De dochters kregen een opleiding die gericht is op het verrichten van taken in het bedrijf van Plantijn. Ze helpen bij het verbeteren van de drukproeven of in de linnen- en kanthandel die Plantijn ook heeft. De oudste dochter Marguerite wordt de latere echtgenote van Franciscus Raphelengius. Zij heeft de leiding over de door Plantijn geopende boekwinkel in Antwerpen. Martina Plantijn wordt de latere echtgenote van Jan I Moretus. De derde dochter, Catherine, wordt de echtgenote van Jean Gassen, een neef van Pierre Gassen die de belangrijkste Franse zakenrelatie op het gebied van de kantnijverheid is. Jean Gassen werd enkele jaren later vermoord door rovers. Catherine huwt daarna een Antwerpse handelaar in specerijen. De vierde dochter, Madeleine, wordt de latere echtgenote van Gilles Beys, die werkzaam is in de Parijse boekhandel van Plantijn, Le Compas d'Or.  Gilles Bey wordt na enkele jaren ontslagen en begint een eigen boekhandel waar hij echter geen werk van Plantijn mag verkopen. Het gezin leidt een armoedig bestaan en was feitelijk door Plantijn verstoten. Nog op zijn sterfbed weigert Plantijn aan een verzoek tot ondersteuning van Madeleine te voldoen. De vijfde dochter, Henrica, trouwt met Pieter Moerentorf, de jongere broer van Jan I Moretus. Van de vijf schoonzoons werken er drie in Plantijns bedrijf en is er één kant- en linnenhandelaar.

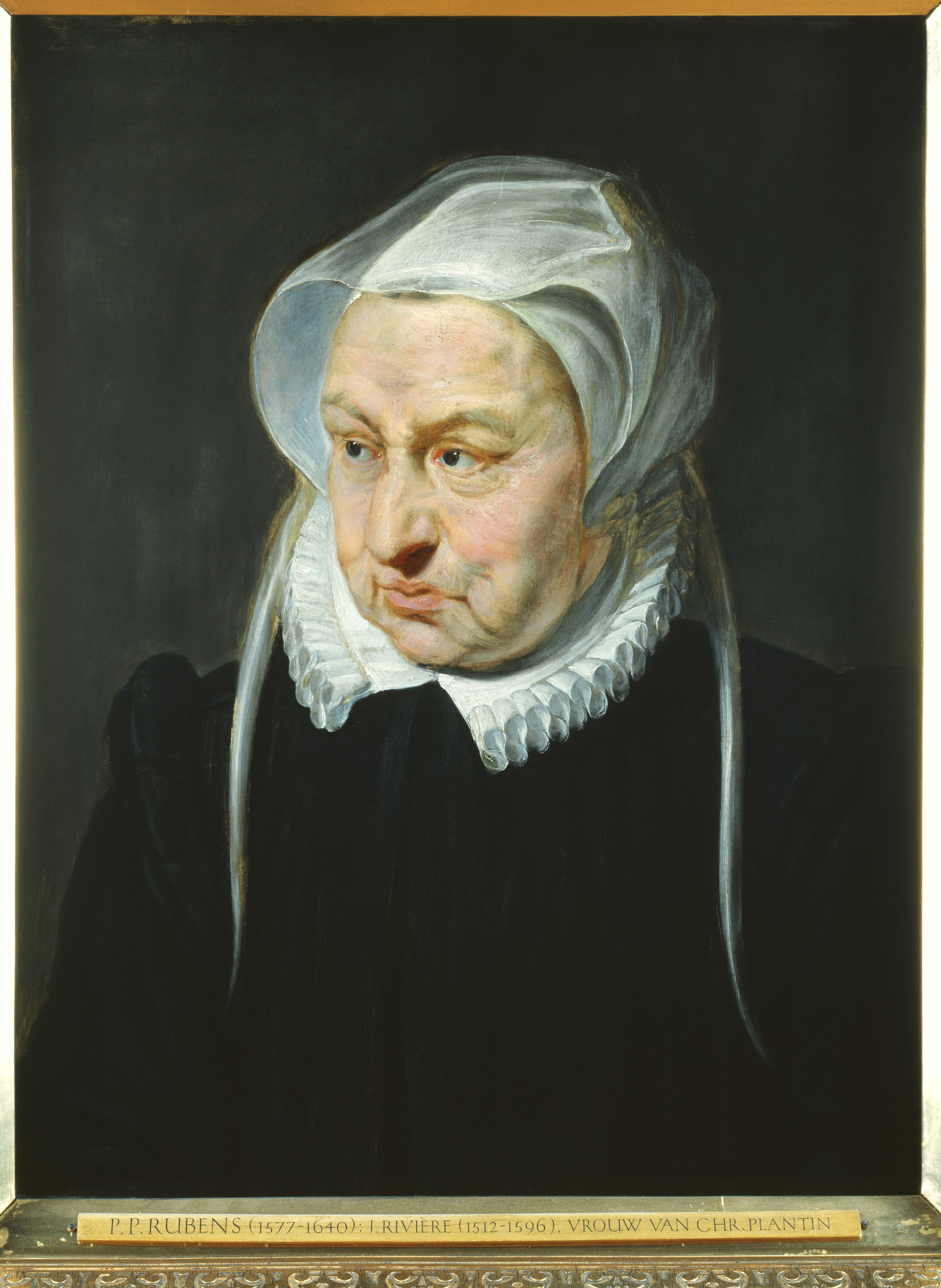
Jeanne Rivière. Portret van Rubens
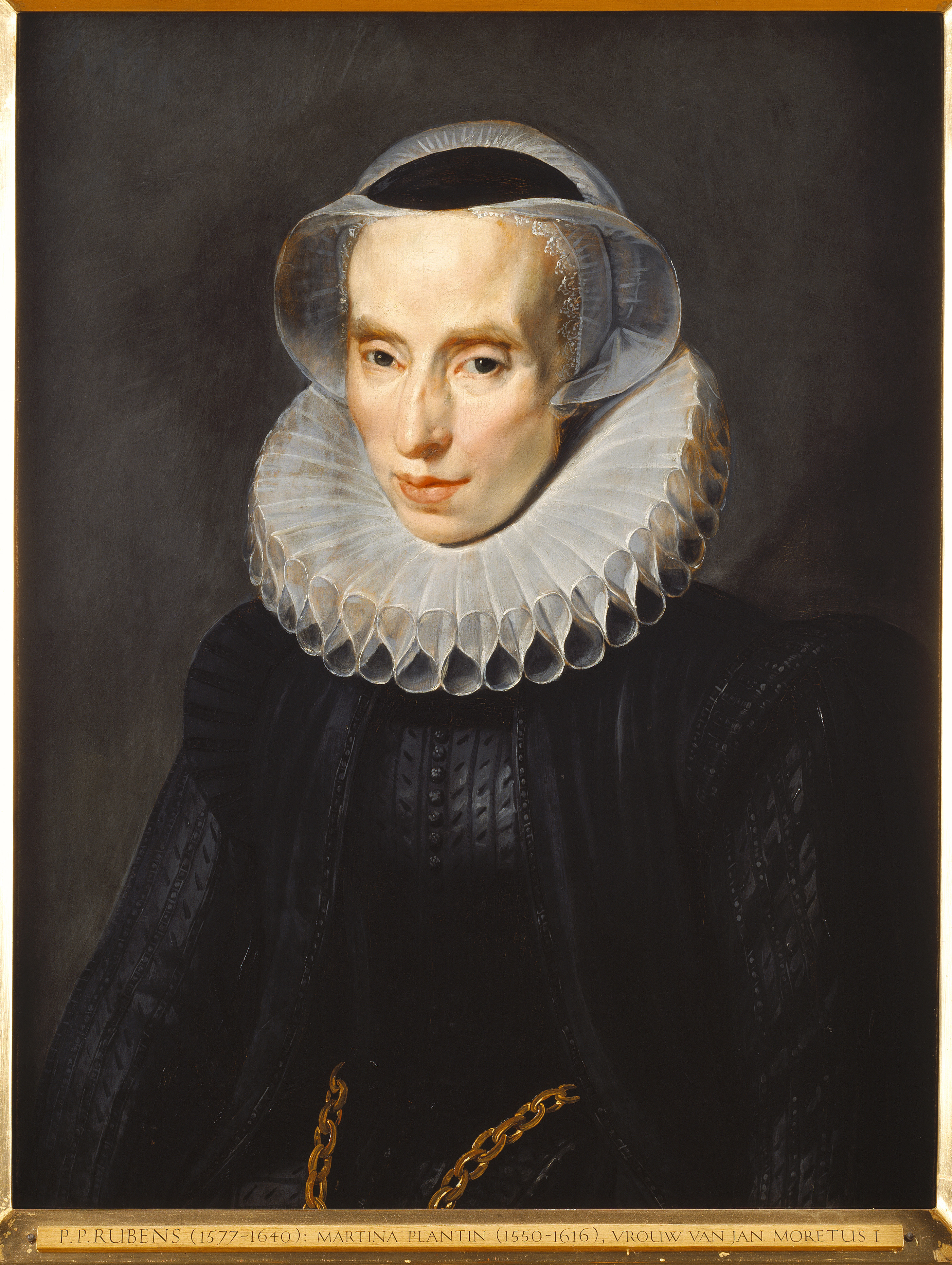
Martina Plantijn. Rubens
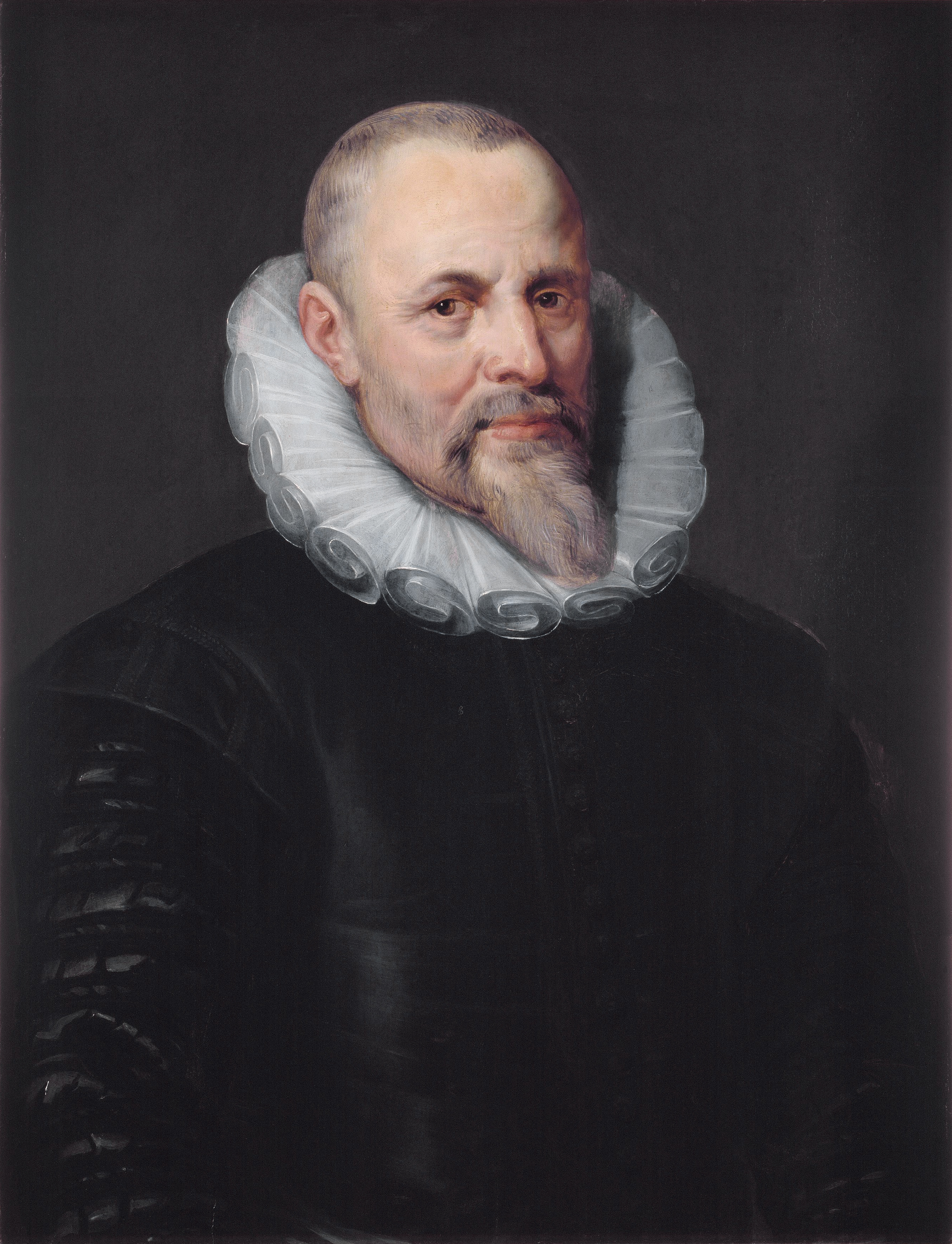
Jan I Moretus. Rubens.
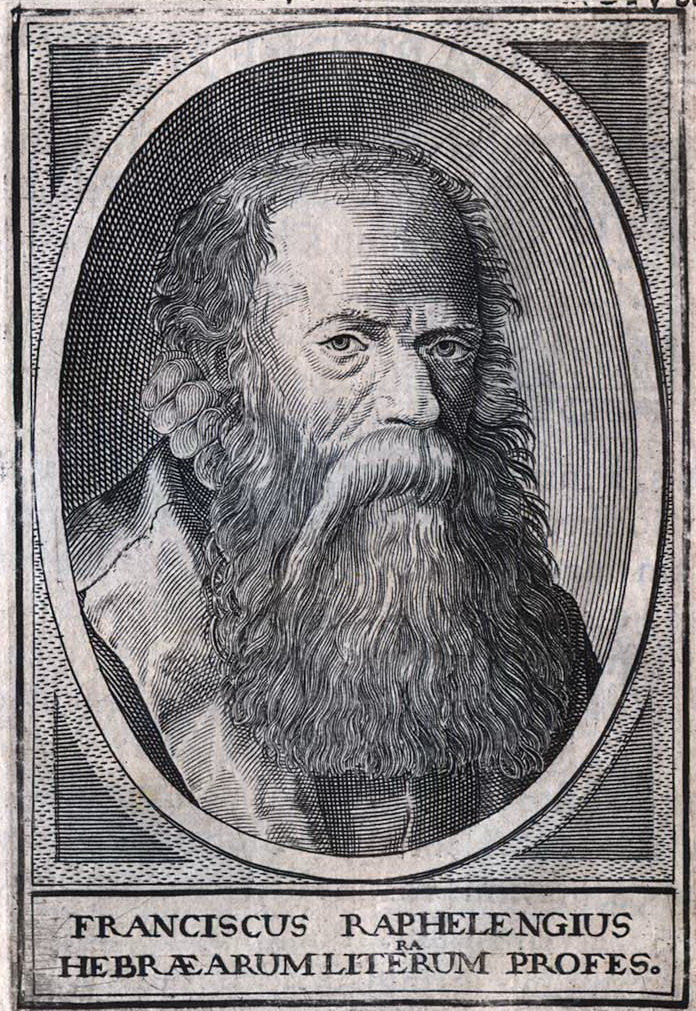
Franciscus Raphelengius

## Geheime activiteiten van Plantijn

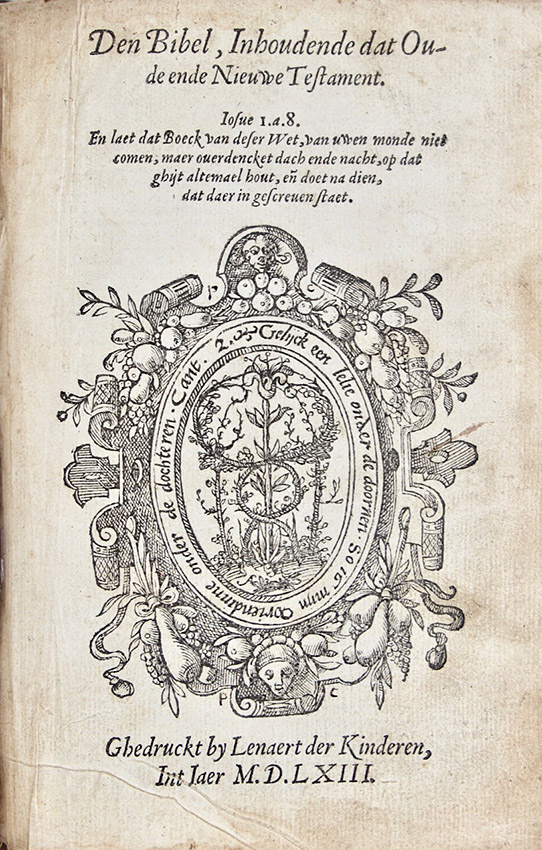
Editie van een Biestkensbijbel 1563, in opdracht van Plantijn in zijn illegale drukkerij in Kampen gedrukt met Lenaert der Kinderen als genoemde drukker. Het was de eerste Nederlandse bijbel, gedrukt in octavoformaat

Het drukken van protestantse bijbels en literatuur was een zeer lucratief maar risicovol bedrijf. Filips II had  vrijwel direct na zijn installatie als landsheer in 1555  het bloedplakkaat opnieuw afgekondigd. Dat maakte duidelijk dat hij niet van plan was het strenge ketterijbeleid van zijn vader te wijzigen. Het aantal slachtoffers van de inquisitie in de Nederlanden was relatief het hoogste in Europa. Plantijn wenste echter ook in dit marktsegment actief te zijn.  Drukken onder zijn eigen naam was onmogelijk. Drukken in Antwerpen had ook te veel risico. Er werd dus vaak gekozen voor anonieme of pseudonieme drukken.
Nog in 1555 drukte Plantijn Le baston de la foy Chrestienne van Guido de Brès met als fictief adres Lyon. Tot 1567 drukte Plantijn verboden literatuur op drukpersen die geheel of gedeeltelijk zijn eigendom waren in Kampen, Vianen en Wesel. Een aantal bijbels zoals nieuwe edities van de Biestkensbijbel worden in 1562 en 1563 gedrukt in Kampen door Lenaert der Kinderen, een letterzetter die in dienst was van Plantijn. Een soortgelijke constructie is het drukken van materiaal voor Hendrik Niclaes, de leider van de sekte van het Huis der Liefde  door Augustijn van Hasselt, ook een werknemer van Plantijn.

## De sluiting van De Gulden Passer
Begin 1562 ontving de staf van de landvoogdes Margaretha van Parma een anoniem bericht dat in de drukkerij van Plantijn verboden literatuur aanwezig zou zijn. Zij draagt de schout op onderzoek te doen. In de drukkerij worden 1000 gedrukte exemplaren van een calvinistisch geïnspireerde Briefve instruction pour prier aangetroffen. Plantijn zelf is dan al zes weken afwezig en bij zijn vriend Porret in Parijs. Drie uit Frankrijk afkomstige drukkersknechten geven onder druk toe dat zij het werk op eigen initiatief gedrukt hebben. De schout had het onderzoek met tegenzin gedaan en probeerde in brieven aan Margaretha van Parma Plantijn te verdedigen. Zo wijst hij erop dat kort na de inval in de drukkerij er in Antwerpen ook een Nederlandstalige versie van de gebedsbrief was verspreid die van vanwege de absentie van Plantijn in de stad toch onmogelijk aan hem kan worden toegeschreven. Hij probeert de landvoogdes duidelijk te maken dat hij de zaak toch ernstig neemt en veroordeelt de drie knechten tot dwangarbeid op de galeien. Medestanders van de drie creëren echter wat ongeregeldheden waardoor de drie weten te ontsnappen en ongedeerd Frankrijk te bereiken.
In april werd Plantijn plotseling bankroet verklaard omdat twee schuldeisers naar de rechtbank waren gestapt en onmiddellijke genoegdoening hadden geëist voor hun uitstaande rekeningen bij Plantijn. Een van de twee schuldeisers is de immens rijke Cornelis van Bomberghen, een neef van Daniel Bomberg. Zij verkrijgen op de publieke veiling de inboedel van de drukkerij. Op deze manier heeft Plantijn kunnen voorkomen dat zijn bedrijf en inboedel op last van Brussel geconfisqueerd zou worden in het geval er een strafzaak op grond van het ketterplakkaat zou plaatsvinden. Plantijn zelf besloot in Parijs te blijven in afwachting van betere tijden. Ook zijn vrouw en hun vijf dochters trokken toen naar Parijs.

## De herstart van De Gulden Passer

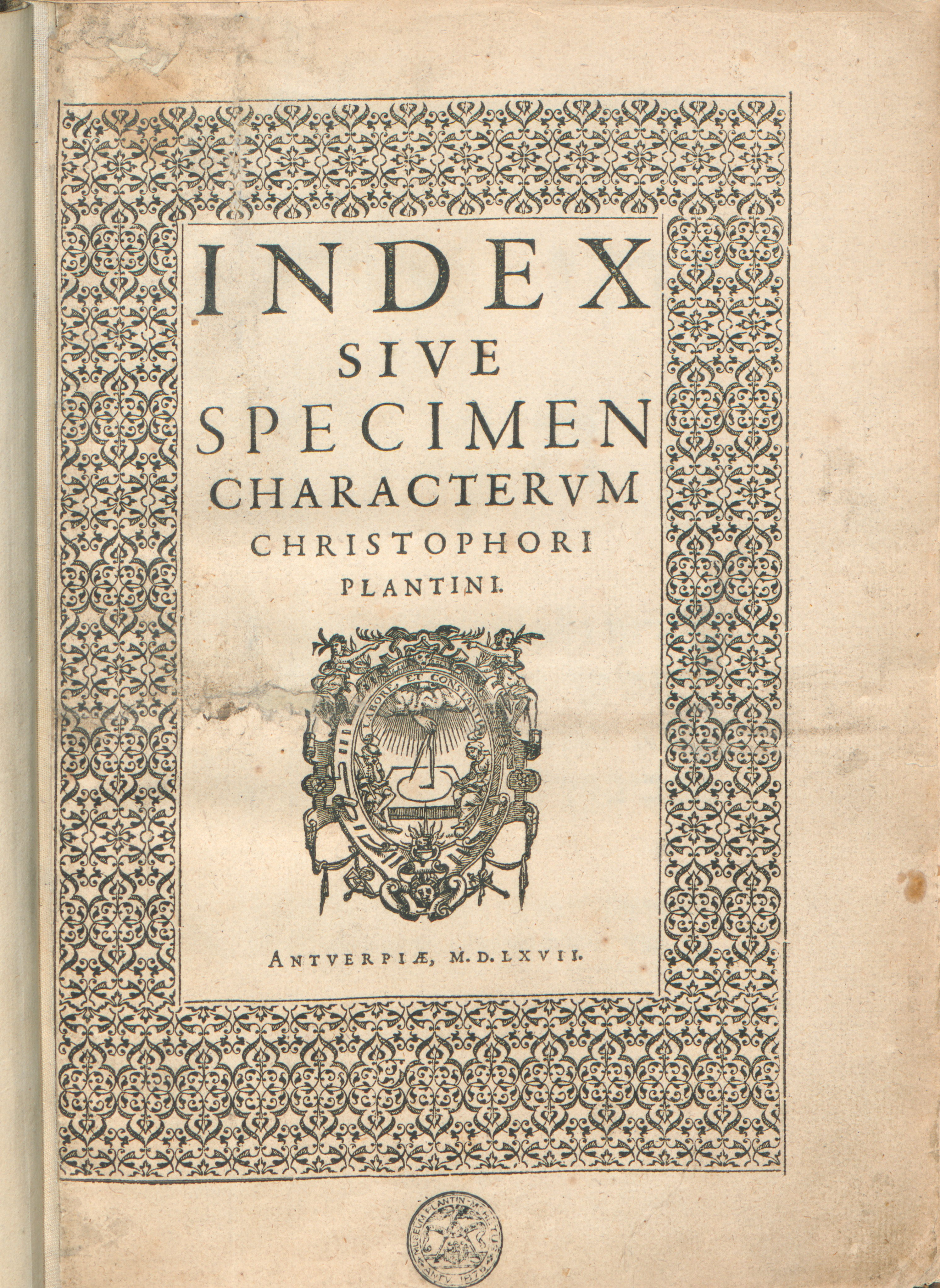
Titelblad van Index sive specimen characterum. Het is een specimen met fleurons (gestyleerde vormen van bloemen of bladeren). Gedrukt door Plantijn in 1567 als voorbeeld met sets van Robert Granjon

Plantijn en zijn gezin blijven tot april 1563 in Parijs. Tijdens die periode had hij de tijd na te denken over een vernieuwing van De Gulden Passer. Hij nam zich voor het boekbinden af te stoten en zijn oudste dochters de verantwoordelijkheid te geven voor de groothandel in kant. Tijdens die periode begon hij met de aankoop van stempels en matrijzen met verfijnde Parijse letterontwerpen van befaamde Franse lettersnijders zoals Claude Garamond, Robert Granjon en Guillaume Le Bé. Hiermee zou Plantijn de volgende jaren een enorme verhoging van de kwaliteit van zijn drukwerk realiseren, zodat hij ook onderscheidend kon zijn in het topsegment van de internationale markt. Met het doel vooral Spaanse opdrachtgevers te imponeren drukte hij in in 1567 een staal van zijn lettertypes in de Index sive specimen characterum. Later zou Plantijn via Pierre Porret in Parijs ook ander hoogwaardig typografisch materiaal inkopen. Dat was niet zozeer om zelf te gebruiken, maar om te voorkomen dat andere drukkers in de internationale markt dezelfde kwaliteit zouden kunnen leveren.
De Gulden Passer kreeg ook een andere basis van financiering. In juni van dat jaar werd het bedrijf heropgericht, maar nu als een vennootschap. Er was sprake van vier vennoten die in totaal 9000 gulden aan kapitaal inlegden en daarmee een aandeel kregen. De vier vennoten behoorden tot de allerrijksten van Antwerpen en hadden een onderlinge familieband. De eerste was Cornelis van Bomberghen die het jaar daarvoor het faillissement van Plantijn had aangevraagd. Hij was een volle neef van de tweede vennoot Karel van Bomberghen. De derde vennoot was de Italiaanse koopman Jacobo Schotto, zwager van Cornelis. De vierde vennoot was Johannes Goropius Becanus en zwager van Karel. Plantijn bracht geen geld maar het gebruik van de werkplaats en het drukkersmateriaal in. De vennootschap kreeg de naam  Officina Plantiniana. De overeenkomst voorzag in een jaarsalaris voor Plantijn van 400 gulden en een bedrag van 260 gulden voor huur en onkosten.
In 1566, drie jaar na de herstart van De Gulden Passer, had Plantijn al weer 7 drukpersen in bedrijf met ongeveer 40 personeelsleden. Een overweging bij Cornelis van Bomberghen voor zijn aandeel was dat hij via Plantijn het uitgeven van Hebreeuwse bijbels, zoals zijn oom Daniel Bomberg had gedaan, wilde voortzetten. Ook dat was een zeer lucratieve markt. In de overeenkomst was vastgelegd dat  de naam van Cornelis van Bomberghen als uitgever op het titelblad zou worden vermeld en voor het drukken de oude lettersets van zijn oom zouden worden gebruikt. In 1565-1566 werd een Hebreeuwse bijbel uitgebracht in een oplage die tot dan toe ondenkbaar werd gehouden. Het handelde om 7.900 exemplaren in drie verschillende formaten. Het werd een absolute bestseller. Grote partijen werden verkocht aan de joodse gemeenschappen in Duitsland en Midden-Europa. In Noord-Afrika waar nauwelijks nog werd gedrukt en ook grote joodse gemeenschappen leefden was de belangstelling immens. Het was een zeer lucratief project.
Plantijn gaat in deze periode ook meer systematisch illustraties in diepdruk in zijn uitgaven gebruiken. Gedurende zijn leven was hij de enige drukker in Antwerpen die dat deed. In tegenstelling tot houtsneden, die werden gedrukt vanaf het bovenvlak van een houtblok, werden gravures en etsen ingesneden in een koperplaat, in diepdruk. Deze konden niet samen met de tekst worden gedrukt maar afzonderlijk met een walspers. Plantijn had de marketingstrategie een uitgave vaak in meerdere versies uit te brengen. Een meer goedkope versie met houtsneden en duurdere versies met dezelfde illustraties maar dan in gravures of etsen. De versies met houtsneden werden altijd eerst gedrukt. De houtblokken en de tekst konden samen gedrukt worden. Als het vereiste aantal van deze exemplaren was gedrukt, werden de houtblokken verwijderd en vervangen door blanco vullingen en werd het resterende aantal exemplaren gedrukt dat bedoeld was om met gravures of etsen te worden geïllustreerd. Deze exemplaren gingen dan naar een drukkerij waar de koperplaten op een diepdrukpers werden gedrukt.
In 1566 behoorden zowel Karel als Cornelis van Bomberghen tot de initiatiefnemers van het driemiljoenguldenrekest. De petitie was een verzoek aan Filips II om voor drie miljoen gulden godsdienstvrijheid te kopen voor de Nederlanden. Zowel calvinisten, lutheranen alsmede katholieken gaven geld. Plantijn was de anonieme drukker van de tekst van dit rekest. Nadat Filips II het verzoek had geweigerd werd het geld gebruikt om troepen tegen het Spaanse bestuur te betalen. De broers van Bomberghen werden opgeroepen om zich in Brussel te komen verantwoorden. Zij probeerden hun bezittingen te verkopen en vluchtten naar Duitsland. De vennootschap werd in 1567 opgeheven.

## De koningsbijbel

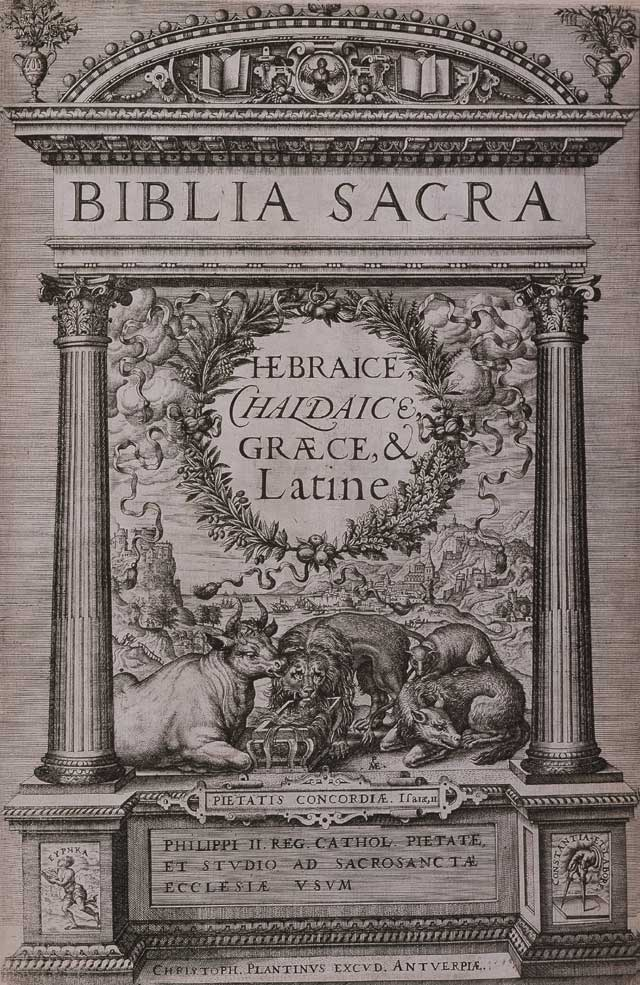
Frontispice van de bijbel. Werk van de prentkunstenaar Pieter van der Heyden. De tekst is: 'Biblia Sacra in het Hebreeuws, Aramees, Grieks en Latijn; tot stand gekomen dankzij de vroomheid en goedgunstigheid van Filips II, de katholieke koning, tot nut van de heilige kerk '. Dit is feitelijk de titelpagina behorende bij het eerste deel. Het Syrische Nieuwe Testament maakt onderdeel uit van het vijfde deel. Ieder deel had een eigen gecomprimeerde titelpagina.

Vanaf 1565 had Plantijn het voornemen een nieuwe gecorrigeerde editie van de Complutensische polyglotbijbel uit te brengen. Het zou zijn naam als een van de belangrijkste drukkers in Europa bevestigen. Er was echter ook nog een andere reden. Hij werd opnieuw verdacht van geheime activiteiten, waaronder het mogelijk maken van het drukken van reformatorisch materiaal. Na de Beeldenstorm van 1566 en de daar op volgende strafmaatregelen van  Alva was het van belang een positie te verwerven waarin hij in de gunst van koning Filips II zou staan. Hij zocht naar een constructie waarin Filips II de opdrachtgever zou zijn voor de te drukken polyglotbijbel. Dat proces liep vooral via Gabriel de Zayas, de secretaris van de koning met wie Plantijn een uitgebreide briefwisseling onderhield. Filips II ging akkoord met zijn rol als opdrachtgever en belastte Benito Arias Montano met de supervisie over het gehele project.
De overeenkomst was dat de koning een bedrag van 12.000 guldens voor het project beschikbaar stelde. Hij zou van Plantijn 129 exemplaren op papier ontvangen en 13 op vellum. De kostprijs voor een volledige bijbel op vellum bedroeg 4200 gulden. Van dat bedrag kon men in die tijd in Antwerpen een fraai pand kopen. Filips gaf Plantijn hiernaast in 1571 een monopolie op alle gedrukte Spaanstalige liturgische boeken, zoals missalen en brevieren.  In 1570 benoemde Filips II Plantijn tot ‘Architypographus Regius’ of ’Koninklijk aartsdrukker’. In deze functie werd Plantijn geacht op basis van een aantal criteria te beslissen of een drukker een verklaring van vakbekwaamheid kon krijgen. Onderdeel van het onderzoek daarvoor was  het controleren van beoogde uitgaven van uitgevers of er in een gedrukt exemplaar niet stiekem wijzigingen waren aangebracht nadat de censor zijn goedkeuring had verleend. Hij diende ook overzichten bij te houden van de fondsen van alle uitgevers. Onder collega drukkers maakte Plantijn zich niet populair met dit werk. Hij vroeg enkele malen om ontslag uit deze functie, ook omdat uitgevers weigerden hun drukwerk te laten controleren.
Het project met de polyglotbijbel bracht Plantijn in ernstige financiële moeilijkheden. De subsidie van 12.000 gulden was gebaseerd op een aanname van Plantijn dat de bijbel in zes delen uitgebracht zou worden. De acht delen die het werden bevatten ook per deel meer pagina's dan in de zes door Plantijn oorspronkelijk beoogde. De bijbel bevatte in de uiteindelijke versie 7000 pagina's. Oorspronkelijk had Filips II een aantal van zes op vellum gedrukte bijbels geëist. Enige tijd later werd dat verhoogd naar dertien. Er werd wel een verhoging van de subsidie beloofd, maar die was volgens Plantijn volstrekt ontoereikend om de meerkosten te financieren.
Het maken van deze  Biblia Regia nam vier jaar in beslag. Van 1568, tot 1572. Er werden 1200 papieren exemplaren gedrukt. De bijbel werd uitgebracht in acht delen. De eerste vier bevatten het Oude Testament in vier talen. Hebreeuws, Aramees, Grieks en Latijn. Het vijfde deel was het Nieuwe Testament met onder meer een versie daarvan in het Syrisch, een vertaling daarvan in het Latijn en een transliteratie van de Syrische tekst in het Hebreeuws alfabet. Het zesde en zevende deel bevatte het kritisch apparaat met onder meer een aantal Syrische grammatica's en woordenboeken waaronder die van Andreas Masius. Het achtste deel bevat een aantal studies en essays van Arias Montano. Die handelen onder meer over verborgen waarheden in de bijbel, oude klerikale kledij en de opbouw en maatvoering van de Joodse tempel. Arias Montano was bevreesd dat de ontdekking van Amerika de autoriteit van de bijbel zou ondermijnen. Hij trachtte in dit deel ook aan te tonen dat de auteurs van het Oude Testament reeds op de hoogte waren van het bestaan van het continent. Daarbij ging hij ervan uit dat de oorspronkelijke bewoners van Amerika afstamden van joden die na de zondvloed via een landbrug naar Amerika waren gemigreerd. Hij liet voor dit deel kaarten maken waarbij aan locaties in Amerika bijbelse namen werden gegeven.

## Nieuwe financiele basis

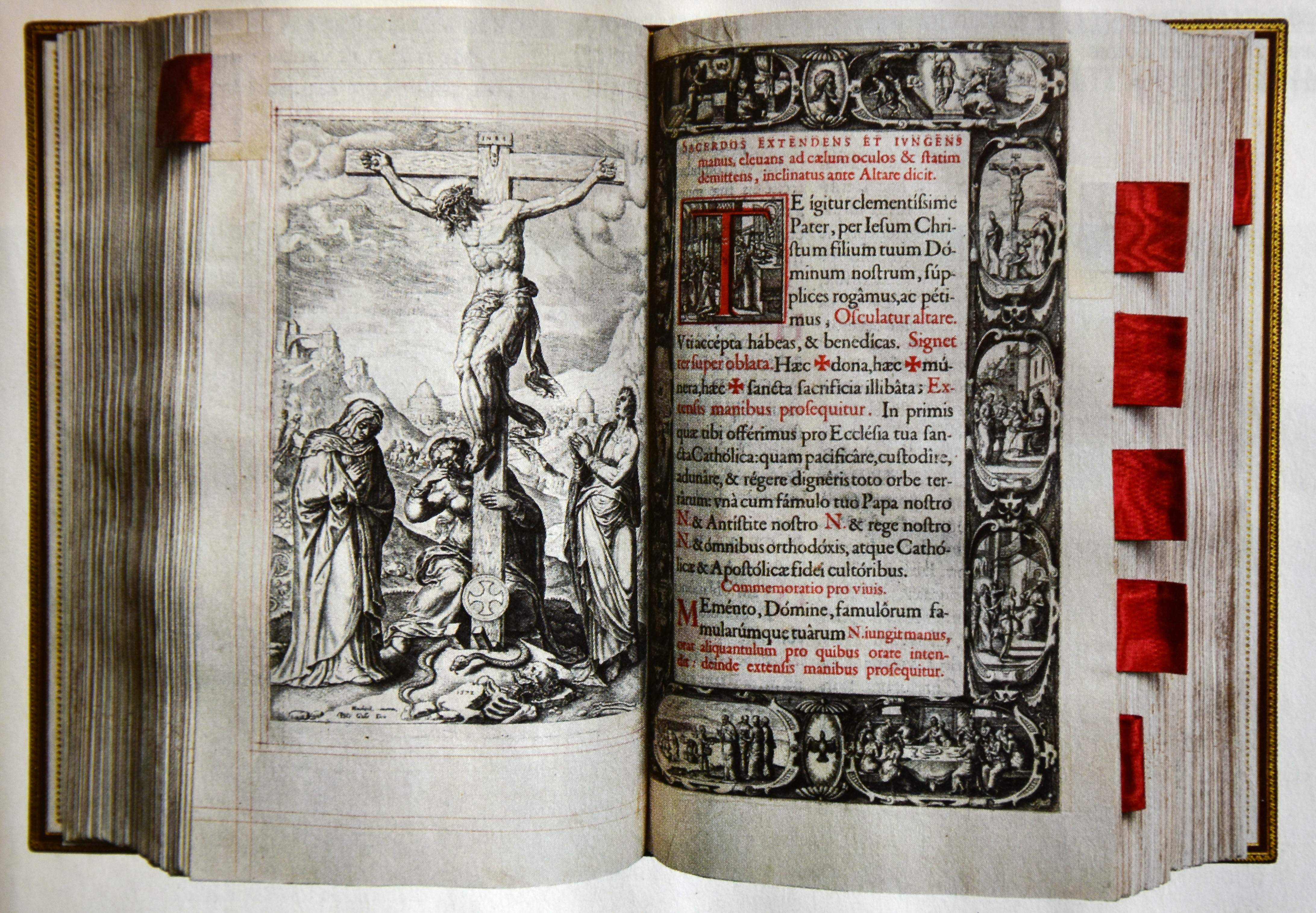
Missale romanum, misboek in 1572 gedrukt door Plantijn als gevolg van de besluiten van het concilie van Trente

Na de opheffing van de vennootschap in 1567 zocht Plantijn een nieuwe financiële basis voor zijn bedrijf.  Hij had sinds 1566 het alleenrecht verworven voor de Nederlanden om zaken als misboeken, getijdenboeken, psalmenboeken, brevieren en ander liturgisch materiaal te drukken volgens de nieuwe richtlijnen van het concilie van Trente. Benodigd was verder een pauselijk drukkersprivilege. Dat was in het bezit van Paulus Manutius, een drukker uit Rome. Plantijn kocht hem uit. Op grond van de besluiten van het concilie moesten alle kerken en parochies hun liturgisch materiaal vervangen door nieuwe tekstedities. In 1569 verkrijgt Plantijn ook het koninklijk drukkersprivilege voor dit materiaal. Plantijn verkreeg in 1571 het monopolie op al het liturgisch materiaal voor Spanje en zijn overzeese gebieden. Als in 1572 de polyglotbijbel gereed is zet hij in De Gulden Passer 13 drukpersen in en huurt hij er bij anderen nog enkele om aan de Spaanse vraag te voldoen. Tot aan de Spaanse Furie van november 1576 drukt hij voor Filips II meer dan 50.000 liturgische boeken. Eerder dat jaar had Plantijn zijn bedrijf verhuisd naar de Vrijdagmarkt. In deze periode wist Plantijn bovendien nog twee of drie andere  persen beschikbaar te houden voor het drukken van een ook in latere jaren nog groeiend fonds van  wetenschappelijke boeken van onder meer Carolus Clusius, Rembert Dodoens, Mathias de Lobelius, Abraham Ortelius, Andreas Vesalius, Simon Stevin, Cornelis Kiliaan en  Justus Lipsius. De Officina Plantiniana  is het midden van de jaren 1570 de grootste onderneming in de Europese grafische sector.

## Periode Antwerpse republiek

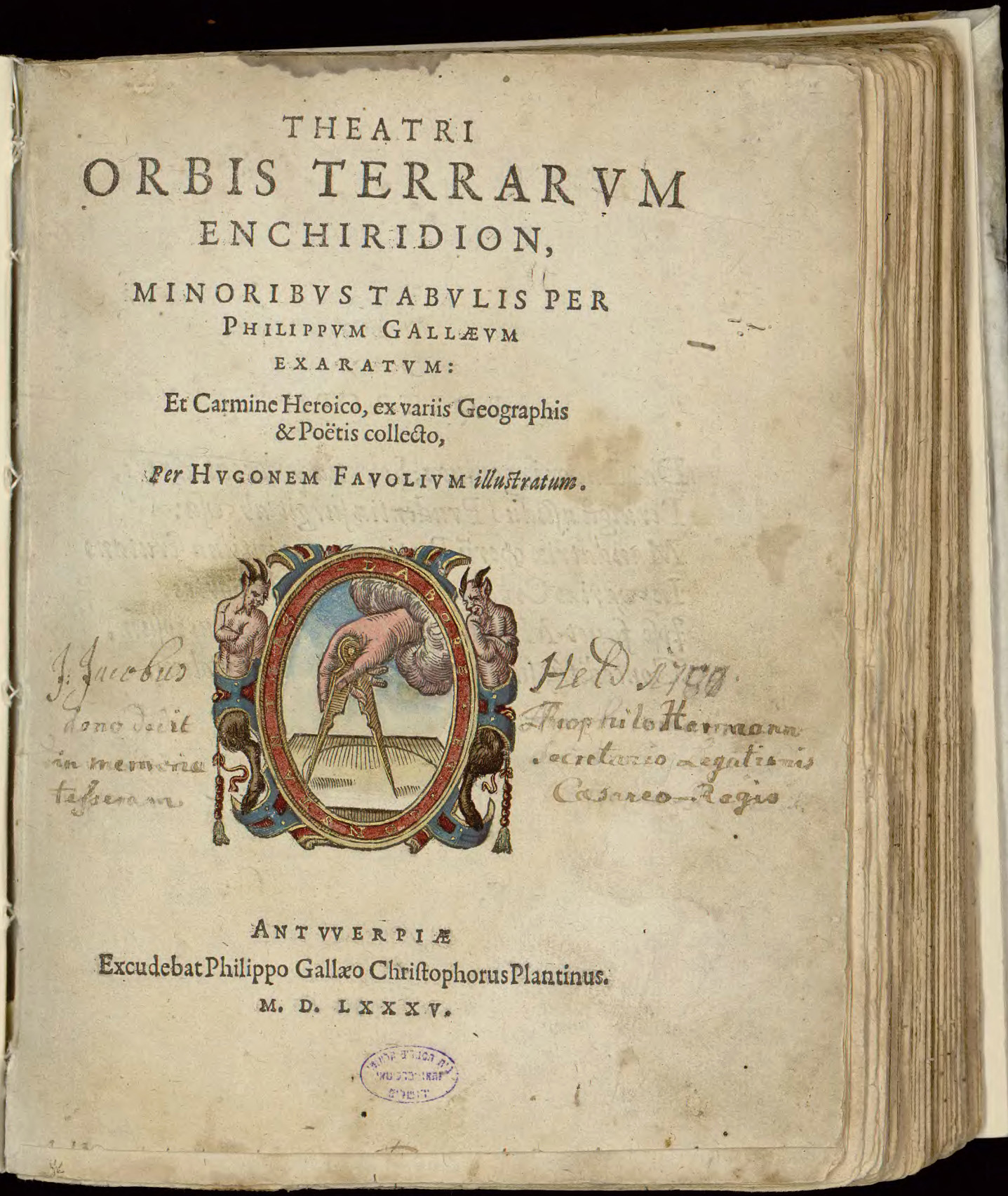
Het drukkersmerk van Plantijn met de passer en het motto ‘Labore et Constantia’ op een editie van Theatrum Orbis Terrarum van Abraham Ortelius

Plantijn had tijdens de dagen van de Spaanse Furie meerdere malen plundering en brandstichting van zijn bedrijf moeten afkopen. De schade voor De Gulden Passer was echter enorm. Enkele maanden later verkreeg hij in Duitsland van zijn in 1566 gevluchte medevennoot, Karel van Bombhergen, een krediet van 9600 gulden. Hij verkocht zijn boekhandel in Parijs en een aantal persen.  De markt voor het Spaanse liturgische materiaal was na de furie geheel verdwenen. Plantijn biedt zich zelf aan als drukker voor de Staten-Generaal die vanaf 1578 in Antwerpen vergadert. Hij wordt als zodanig dat jaar ook benoemd. De plakkaten van de Staten-Generaal werden voortaan bij De Gulden Passer gedrukt. Daarnaast werd hij in deze periode van de Antwerpse Republiek (1577 -1585) ook benoemd tot stadsdrukker van Antwerpen tegen onder meer een salaris van 300 gulden. Ook voor deze benoeming had Plantijn zelf het initiatief genomen. In 1582 wordt Plantijn ook de drukker voor Frans van Anjou.
Plantijn had al een aantal boeken voor polyfone muziek gedrukt van componisten als Severin Cornet, Andreas Pevernage, Philippus de Monte en Jacobus de Kerle.  In deze periode drukte hij Octo Missae, een liedboek van misliederen van Georges de la Hèle.  Dit  werk is het grootste boek dat Plantijn heeft gedrukt. De pagina’s zijn 55 centimeter hoog en 40 centimeter breed. Het is een van de topstukken uit zijn carrière als drukker. Het heeft deze omvang om het mogelijk te maken dat alle stemmen in het koorlied (konden tot zes of zeven zijn) op een pagina zichtbaar werden en van enige afstand door de zangers gelezen konden worden. Het kleinste werk dat Plantijn ooit drukte was een piepklein calendarium van 22 bij 35 millimeter. Een ander typografisch topstuk uit deze periode is de Beschryvinghe van alle de Nederlanden van Lodovico Guicciardini.

## Periode in Leiden

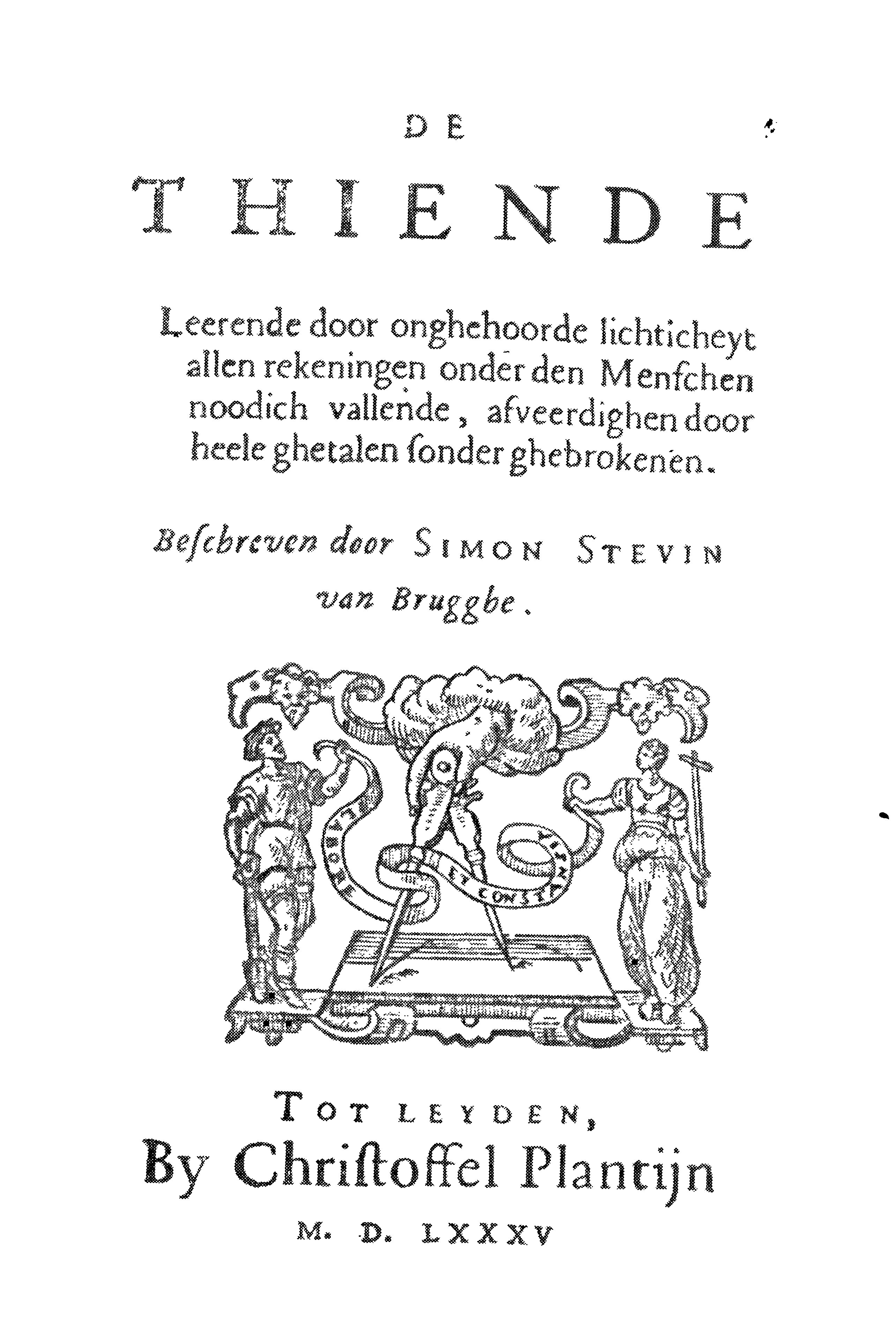
Voorblad van De Thiende van Simon Stevin. Gedrukt in Leiden

Met het verraad van Lier in 1582 begon Alexander Farnese de verovering van het zuiden voor het Spaans gezag. Antwerpen kwam in een oorlogszone te liggen. In hetzelfde  jaar raakt het ambt van academiedrukker van de universiteit van Leiden vacant. Plantijn schakelt zijn contacten in om benoemd te worden.  Dat zijn vooral Janus Dousa, een van de oprichters van de universiteit, curator en auteur bij het fonds van De Gulden Passer. De tweede was Justus Lipsius, hoogleraar aan de universiteit en een van de beste vrienden van Plantijn. De actie heeft veel te maken met de wens ergens een dochterbedrijf te vestigen dat indien oorlogsgeweld opnieuw Antwerpen zou treffen een alternatief te hebben dat de functie van De Gulden Passer zou kunnen overnemen.
Plantijn probeert aan zijn Spaanse connecties een voor hen aanvaardbare  reden te geven. In brieven aan Gabriel de Zayas en Montano schreef  Plantijn dat hij zijn benoeming afhankelijk had gesteld van de voorwaarde, dat men hem nooit iets zou laten drukken of uitgeven tegen het katholieke geloof. In een andere brief aan de Zayas schreef hij lovend over de hartelijkheid van de gereformeerden die hij in Leiden ontmoet, maar voegt er aan toe  ‘Ofschoon iedereen wist dat ik onze heilige katholieke religie trouw bleef en ofschoon ik plechtig verklaard had nooit enig boek te drukken tegen deze Kerk gericht, doch uitsluitend humanistisch werk van alle scholen en landen’. In Leiden ontmoet hij ook Janus Gruterus en Lodewijk Elsevier die in Antwerpen in De Gulden Passer als leergezel had gewerkt. Hij sticht vlak bij de ingang van de universiteit een boekhandel. Tijdens zijn Leidse jaren drukt Plantijn ongeveer 30 titels. Het eerste is Hollandiae comitum historia et icones  (De geschiedenis en portretten van de Hollandse graven) van Adrianus Barlandus. Plantijn draagt het op aan de Staten van Holland en West-Friesland. Andere werken uit deze periode zijn onder meer de beroemde Spieghel der Zeevaerdt van Lucas Janszoon Waghenaer. Tijdens de enkele jaren in Leiden was de belangstelling hiervoor zo groot dat vier edities noodzakelijk waren.  Van Hendrik Laurensz. Spiegel drukt Plantijn Twe-spraack vande Nederduitsche Letterkunst en van Simon Stevin zijn werk De Thiende,  het eerste boek in de westerse wereld dat decimale breuken gebruikte. Van zijn vriend Justus Lipsius drukt hij De constantia libri duo,  in het Nederlands vertaald als Twee boecken van de stantvasticheyt. Het zou het meest populaire werk van Lipsius worden. In de eeuwen daarna beleefde het wel tachtig herdrukken en werd in vele talen vertaald.

## Terug naar Antwerpen
In het najaar van 1585 vernam Plantijn op de boekenbeurs van Frankfurt de val van Antwerpen. Hij reisde niet meer naar Leiden terug maar ging onmiddellijk naar Antwerpen. Hij wilde zelf aanwezig zijn in de stad tijdens de overgang naar het Spaanse gezag. Er was ook enig risico dat zijn handelen in het Noorden uitgelegd zou worden als een vorm van weer overlopen naar het Spaanse kamp en het dochterbedrijf in Leiden overgenomen zou worden door concurrerende drukkers. Hij belast daarom zijn schoonzoon, de calvinistische Franciscus Raphelengius met de leiding van het bedrijf in Leiden. Zijn gehele Leidse bezit wordt in november 1585 via een fictieve verkoop voor een symbolisch bedrag eigendom van Franciscus Raphelengius.
Het aantal inwoners in Antwerpen daalde van 80.000 in 1584 naar 40.000 in 1589. Duizenden ambachtslieden, kunstenaars, kooplui hadden de stad verlaten. De culturele en economische vitaliteit van de stad was verdwenen. Plantijn brengt vrijwel alleen herdrukken uit. In 1588 bracht hij een Spaanse editie uit van Theatrum Orbis Terrarum van Abraham Ortelius. Plantijn had na zijn terugkeer uit Leiden de tekst op eigen kosten laten vertalen. Hij droeg de atlas op aan de kroonprins, de latere Filips III. Plantijn vond deze uitgave kennelijk noodzakelijk als een teken van zijn trouw aan de Spaanse kroon. Het persoonlijke exemplaar voor de kroonprins liet hij inkleuren door Mynken Liefrinck die daarvoor 37 gulden ontving, het viervoudige van een normaal tarief voor inkleuren. Oorzaak was het gebruik van zilver en goud bij het inkleuren van dit exemplaar. In 1588 wist hij ook nog een fors uitgebreide versie van het Nederlandse woordenboek, het Dictionarium Teutonico-latinum, van Cornelis Kiliaan uit te brengen.

## Het testament van Plantijn
Plantijn overleed op 1 juli 1589. Een verdeling van zijn bezit tussen zijn vijf dochters had wellicht voor de hand gelegen. In zijn testament bleek echter maar van één erfgenaam voor De Gulden Passer sprake te zijn. Dat was zijn schoonzoon Jan I Moretus. Dat betekende dat naast de drukkerij met persen en al het andere andere gereedschap ook alle voorraad, houtsneden, kopergravures en de boekwinkel met bijbehorende panden het eigendom werden van Jan. De resterende panden met alle inboedel zouden verdeeld worden tussen de vijf dochters. Daaronder vielen ook de Leidse panden en het magazijn in Frankfurt.
De schoonzoons Franciscus Raphelengius en Gilles Beys en hun vrouwen hadden hier grote moeite mee. Frans had sinds 1585 het bedrijf in Leiden geleid. Het gezin van Gilles leefde in zeer armoedige omstandigheden. Er kwam een familieberaad. Begin 1590 kwam een compromis tot stand. Jan en Martine behielden De Gulden Passer met de drukkerij, de panden die daarbij hoorden en de voorraad boeken. Gilles en Madeleine kregen enkele andere panden in Antwerpen. Frans kreeg het volledige Leidse bezit en alle panden die daarbij hoorden. Hierna zou hij zich vrijwel alleen op de wetenschap richten in zijn functie als hoogleraar Hebreeuws. Zijn zoons zouden het bedrijf in Leiden tot 1619 voortzetten. De drukkerij in Antwerpen werd in 1866 gesloten. In 1876 werd het een museum, het museum Plantin-Moretus.

## Opvattingen van Plantijn
Auteurs over Plantijn hebben getracht iets van een profiel van hem te geven en een schets van zijn opvattingen. Dat  heeft geleid tot nogal verschillende interpretaties. Plantijn is wel een gewetenloze opportunist en zelfs collaborateur genoemd. Vanaf begin twintigste eeuw kreeg zijn relatie met het Huis der Liefde en de leider daarvan Hendrik Niclaes veel aandacht. In sommige publicaties zou Plantijn een prominent lid van de sekte zijn geweest. Er ontstond een historiografische traditie waarin een fors aantal mensen uit de kring van Plantijn, zowel katholiek als protestant, ingelijfd werden bij de aanhangers van het Huis der Liefde, of in later jaren als leden van een sekte die Hendrik Jansen van Barrefelt (Hiël) als leider gehad zou hebben. Na 1980 werd dit beeld weer sterk genuanceerd.  Een auteur als  Alastair Hamilton wijst erop dat sommigen uit de kring van Plantijn zich wellicht in een deel van de ideeën van Niclaes kon vinden. Die kring had echter veel meer ‘a common mentality’ die ook veel meer en heel andere aspecten omvatte dan dat zij lid zouden zijn van een sekte. Die kring had ook veel meer overeenkomsten met een beweging dan met een sekte. Sandra  Langereis heeft aangetoond dat het door eerdere auteurs gehanteerde bewijs voor een meer innige band volstrekt onbetrouwbaar en ontoereikend is. Paul Valkema Blouw heeft aangetoond dat de relatie tussen Niclaes en Plantijn in de eerste plaats berustte op wederzijdse zakelijke belangen.
Plantijn is altijd binnen de rooms-katholieke kerk gebleven. Uit zijn brieven wordt ook duidelijk dat het straffe calvinisme hem niet lag. De mensen in de  kring waarin Plantijn verkeerde stelden zich om principiële of pragmatische redenen boven de religieuze verdeeldheid. Zij waren voorstanders van een ethisch doorleefd en op de Schrift georiënteerd christendom en zij konden weinig begrip opbrengen voor dogmatische scherpslijperij. Meerdere malen vermeldt Plantijn in zijn brieven dat hij iedere druk en geweld afwijst om mensen tot een andere geloofsovertuiging te brengen. Plantijn was geen geleerde maar een autodidact. Hij was intellectueel wel zeer begaafd en cultiveerde zijn talenkennis. Hij correspondeerde in het Frans, Latijn, Nederlands, Italiaans en Spaans.  Plantijn was echter voor alles een zakenman met wetenschappelijke interesses die geloofde in de maatschappelijke en emanciperende rol van boeken, het belang van onderwijs en wetenschappen.

## Selectie
Plantijn was 34 jaar actief als drukker en uitgever. In die periode bracht hij ongeveer 2450 titels uit. Als dat aantal verminderd wordt met de meer onbetekenende titels resteren er nog 1900. Dat is een gemiddelde over die periode van 55 titels per jaar. Dat is ook voor hedendaagse maatstaven nog steeds een indrukwekkend aantal. Hieronder een kleine selectie van een aantal van die titels.

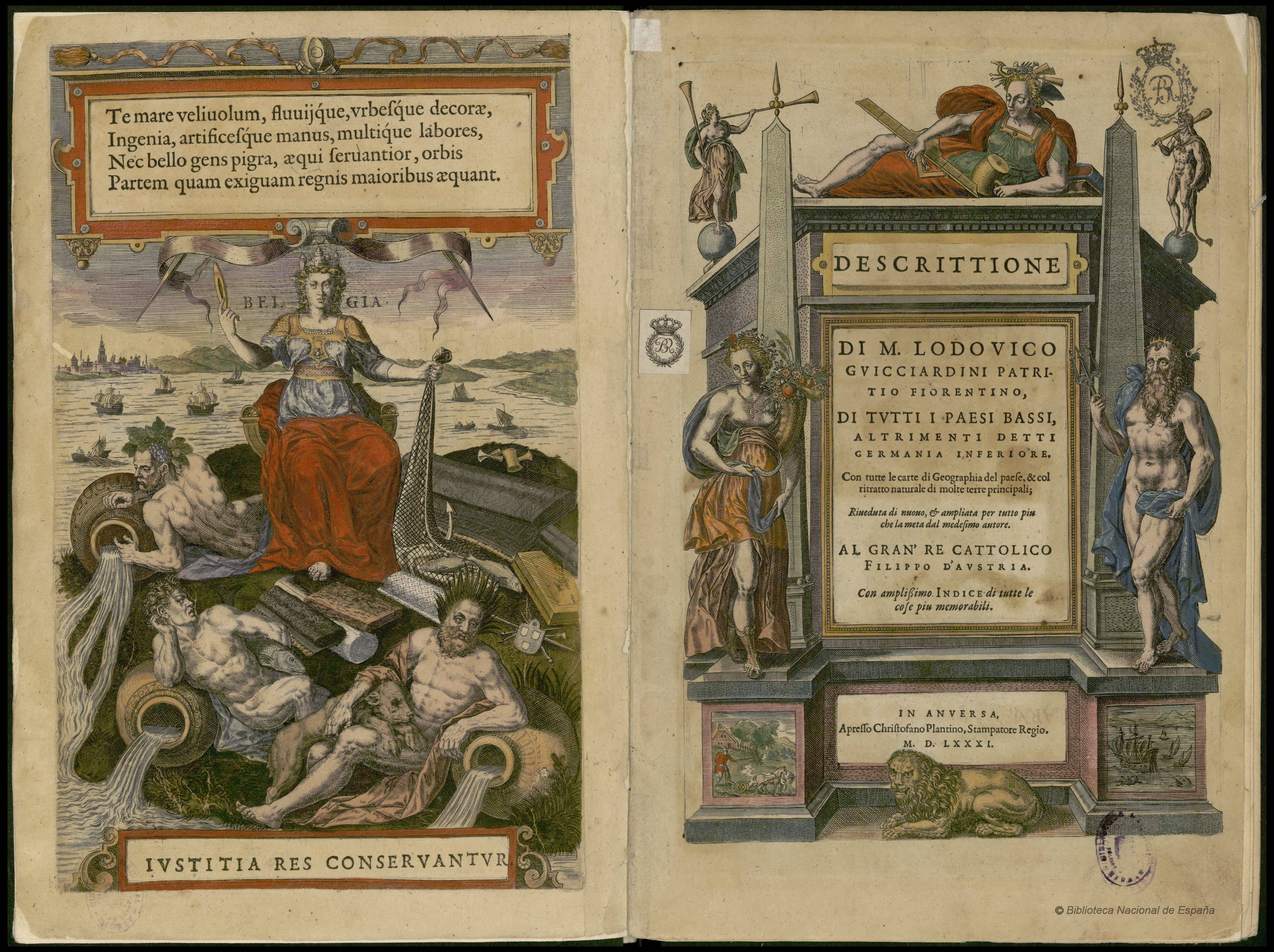
Titelblad van Beschryvinghe van alle de Nederlanden van Lodovico Guicciardini.
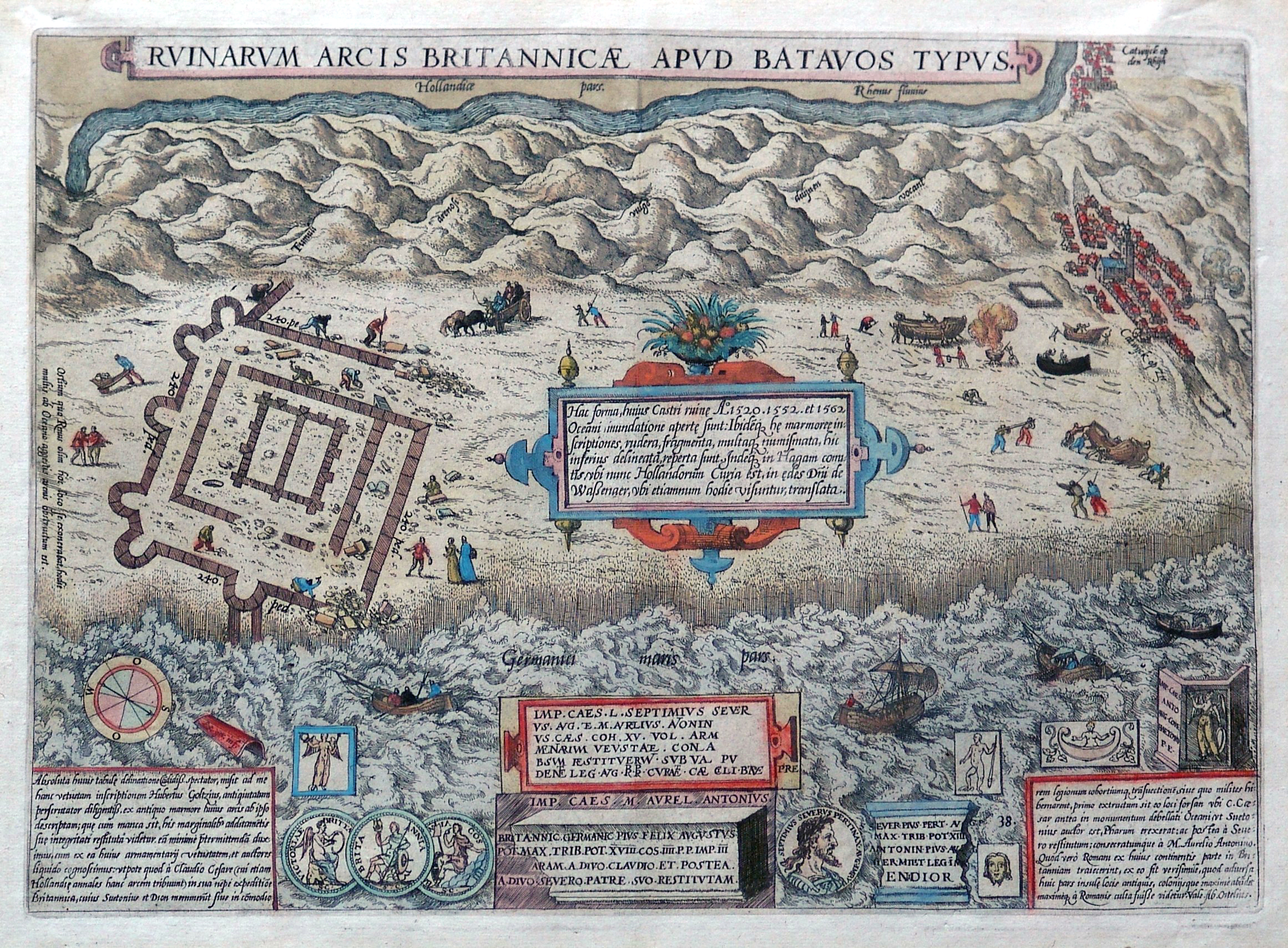
Illustratie uit Theatrum Orbis Terrarum van Abraham Ortelius. Veronderstelde lokatie van de Brittenburg bij Katwijk.
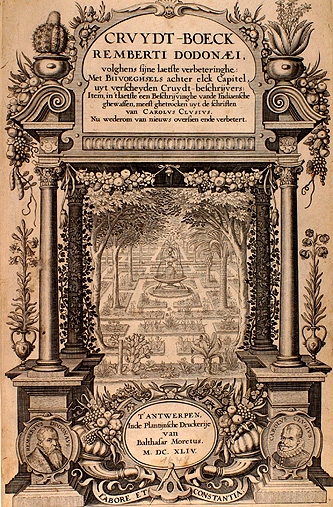
Titelpagina van het Cruydeboeck van Rembert Dodoens.
- Titelpagina van Kruydtboeck oft beschrÿuinghe van allerleye ghewassen, kruyderen, hesteren ende gheboomten van Mathias de Lobel (1581)
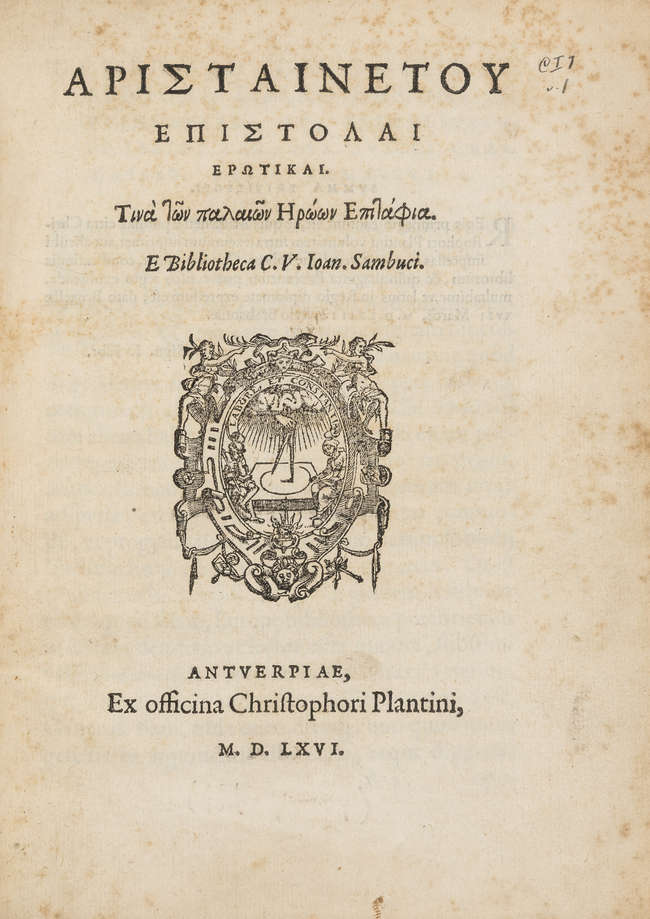
Titelblad van  Epistolai Eroticai. (1566) Een verzameling erotische brieven van een anonieme auteur uit de Late oudheid die zichzelf als Aristaenetus benoemt. Het was de eerste druk ooit van dit werk.
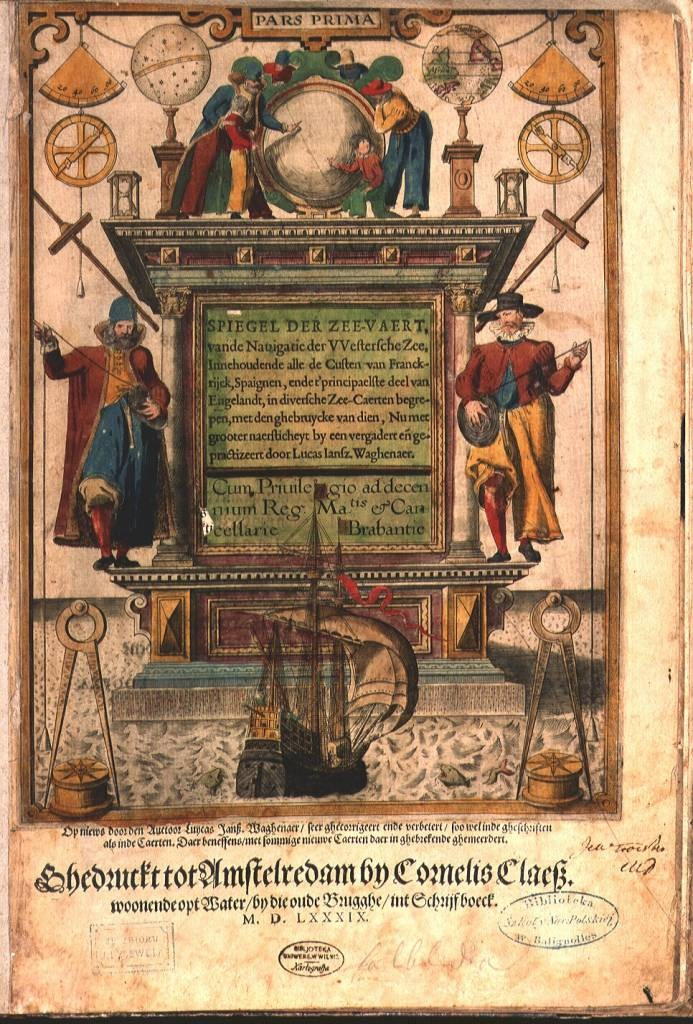
Titelpagina van Spieghel der Zeevaerdt van Lucas Janszoon Waghenaer.
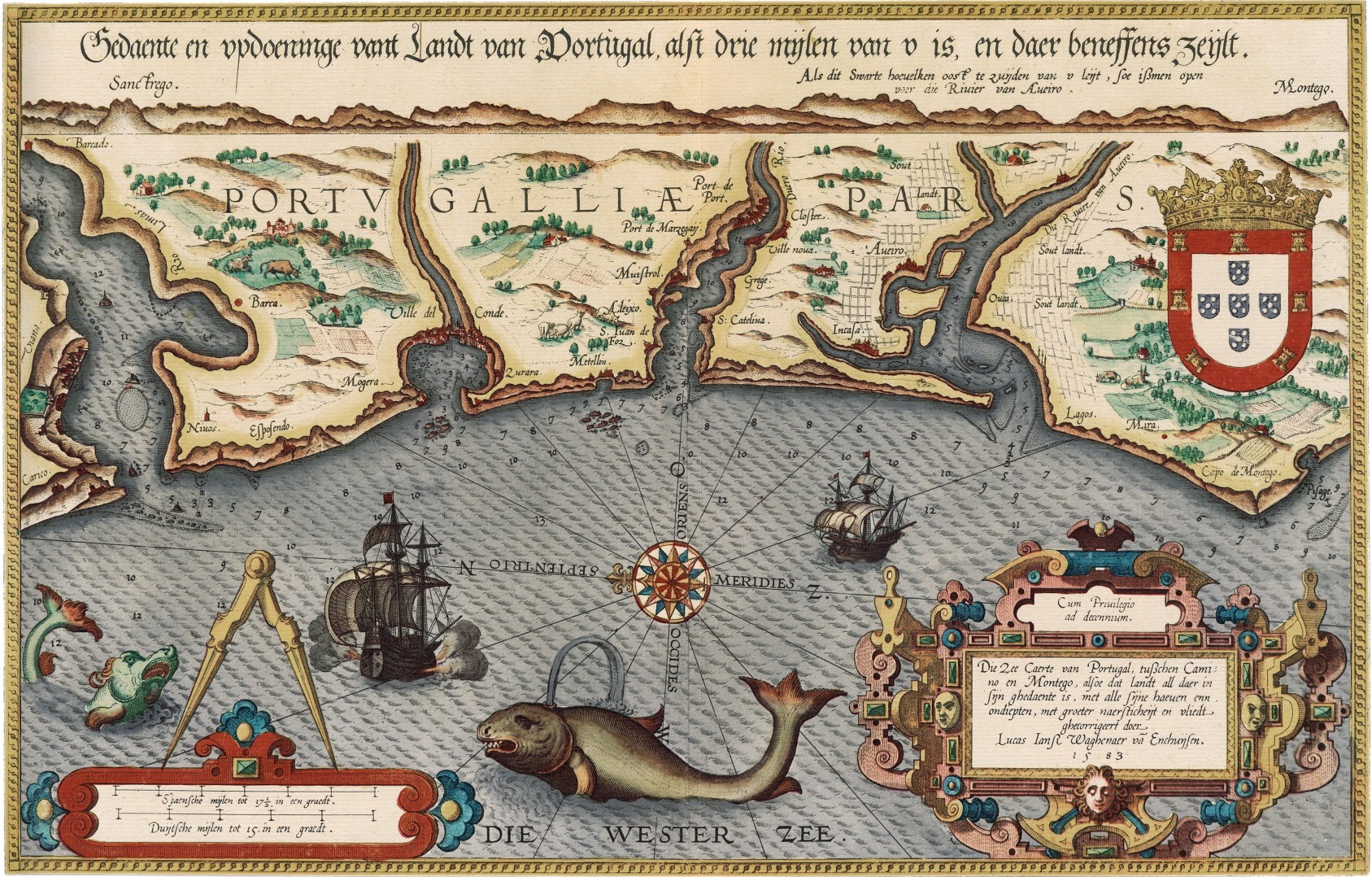
De kust van Portugal in Spieghel der Zeevaerdt.
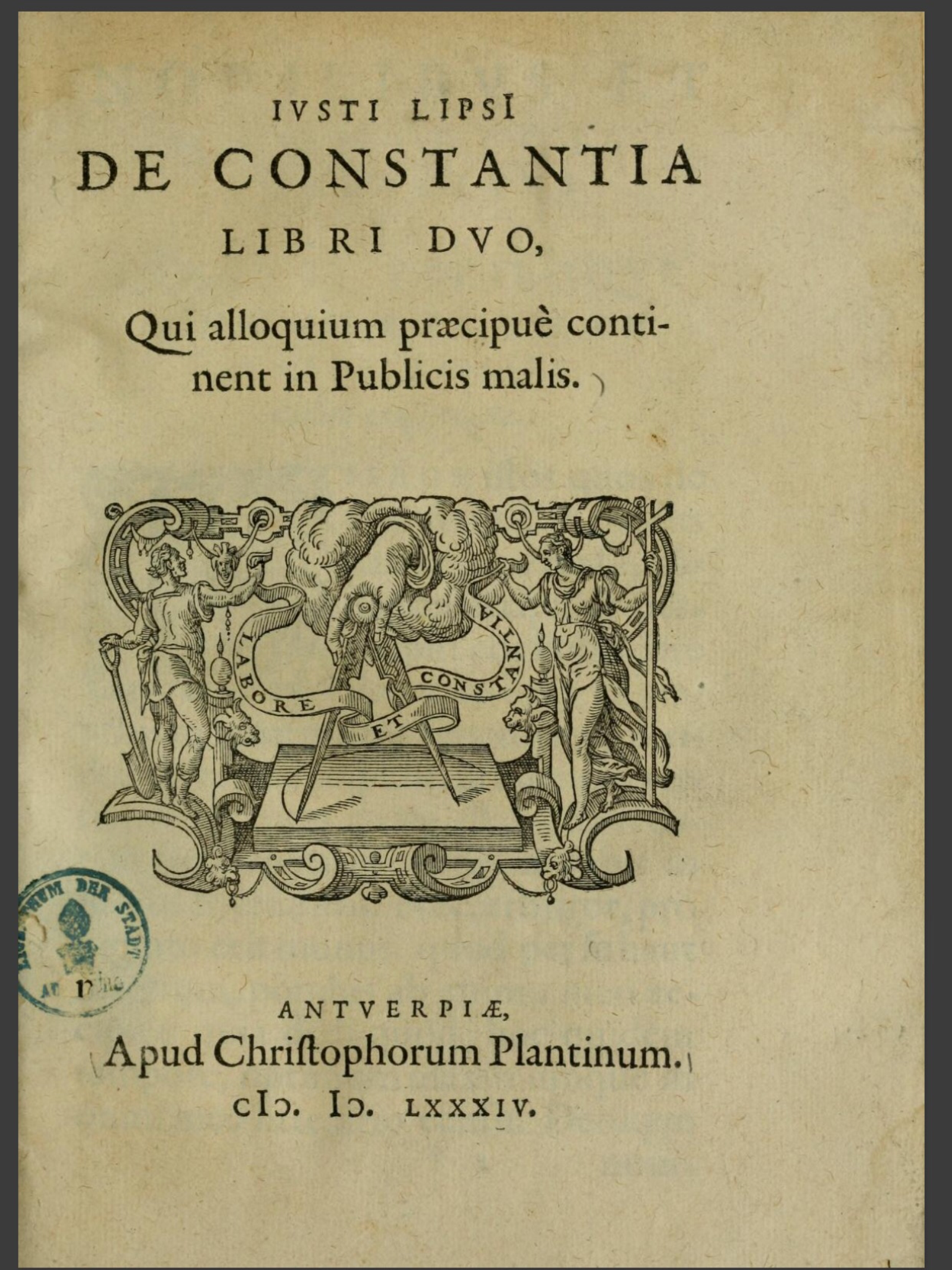
Titelpagina van De constantia libri duo van Justus Lipsius.
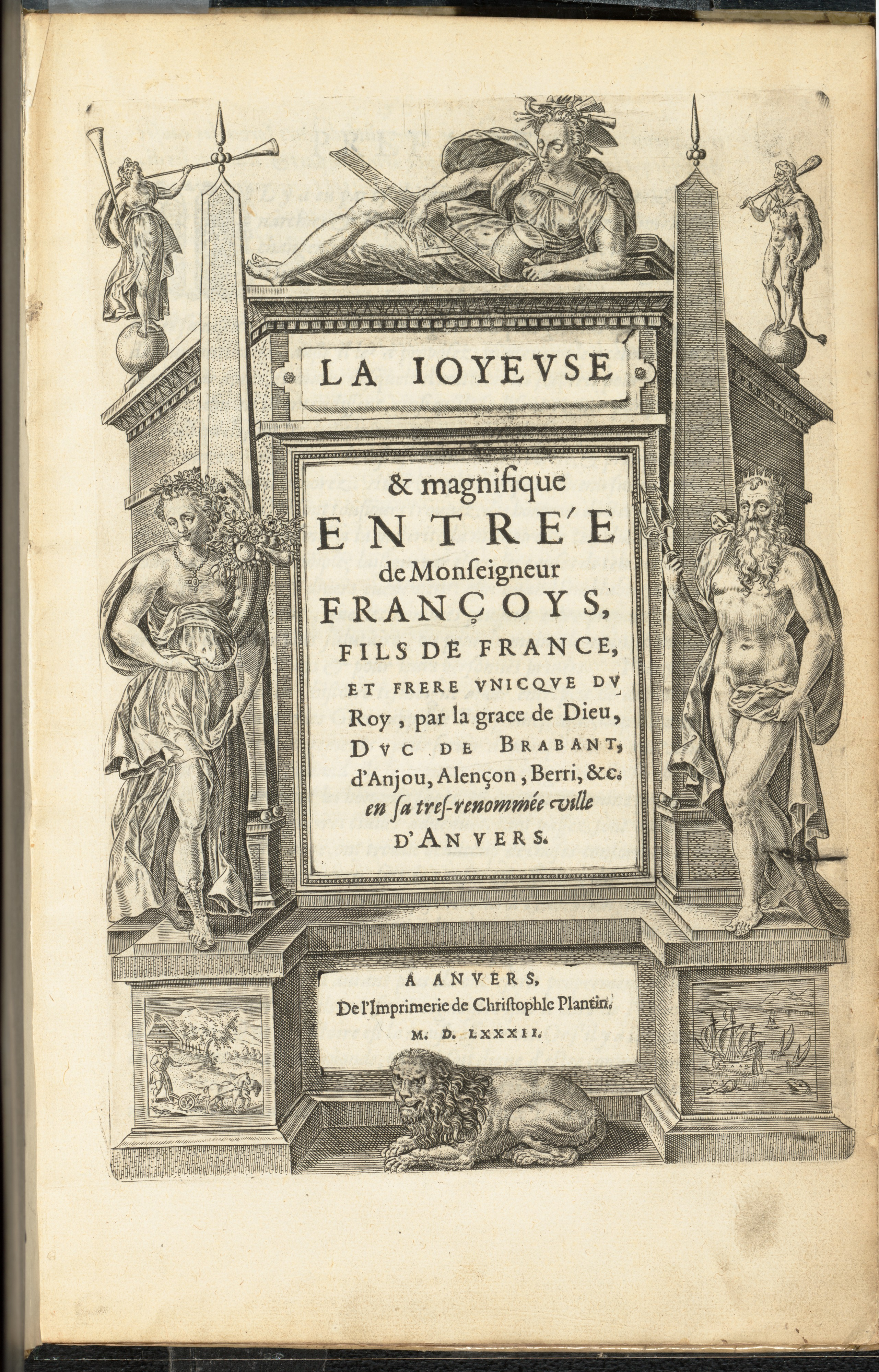
Titelpagina van het album van de blijde inkomst van Frans van Anjou in Antwerpen in 1582
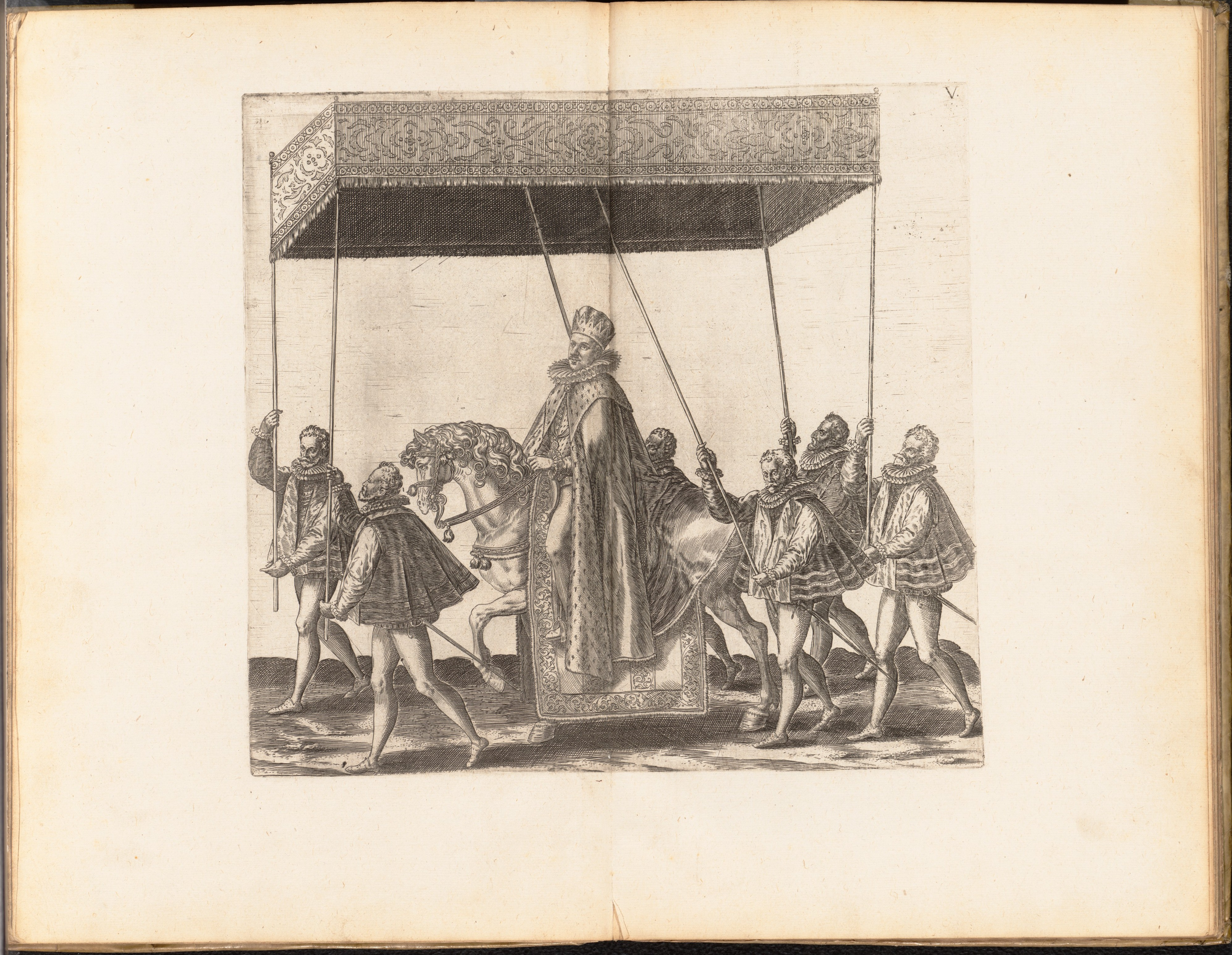
Uit het album van de  blijde inkomst van Frans van Anjou in Antwerpen in 1582.
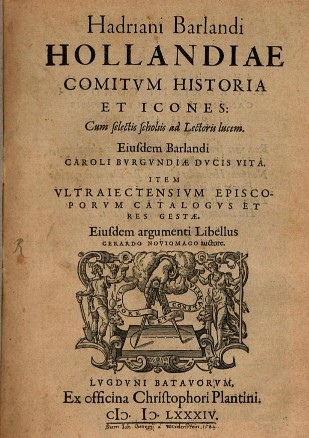
Titelpagina van Hollandiae comitum historia et icones  (De geschiedenis en portretten van de Hollandse graven) van Adrianus Barlandus. Het is het eerste boek dat Plantijn in Leiden drukt. Hij draagt het op aan de Staten van Holland.
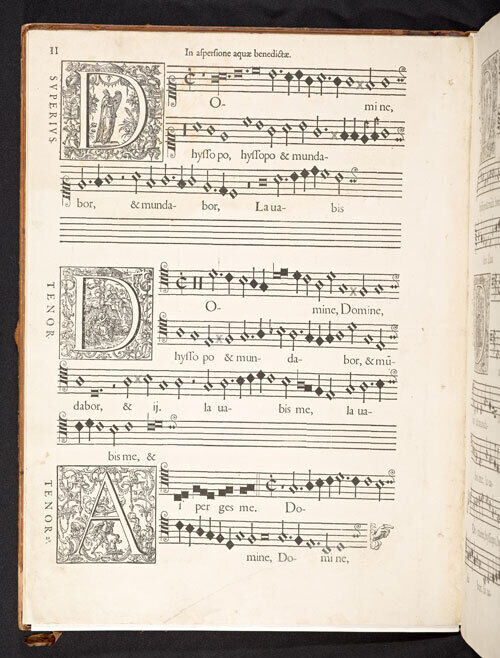
Het liedboek Octo Missae was het grootste boek dat Plantijn drukte. De pagina's zijn 55 cm hoog en 40 cm breed.
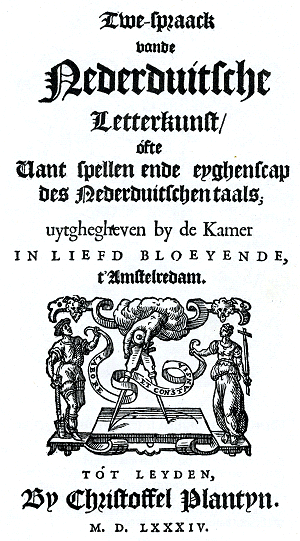
Titelpagina van Twe-spraack vande Nederduitsche letterkunst van Hendrik Laurensz. Spiegel. Het is de eerste grammatica van het Nederlands, verschenen in 1584
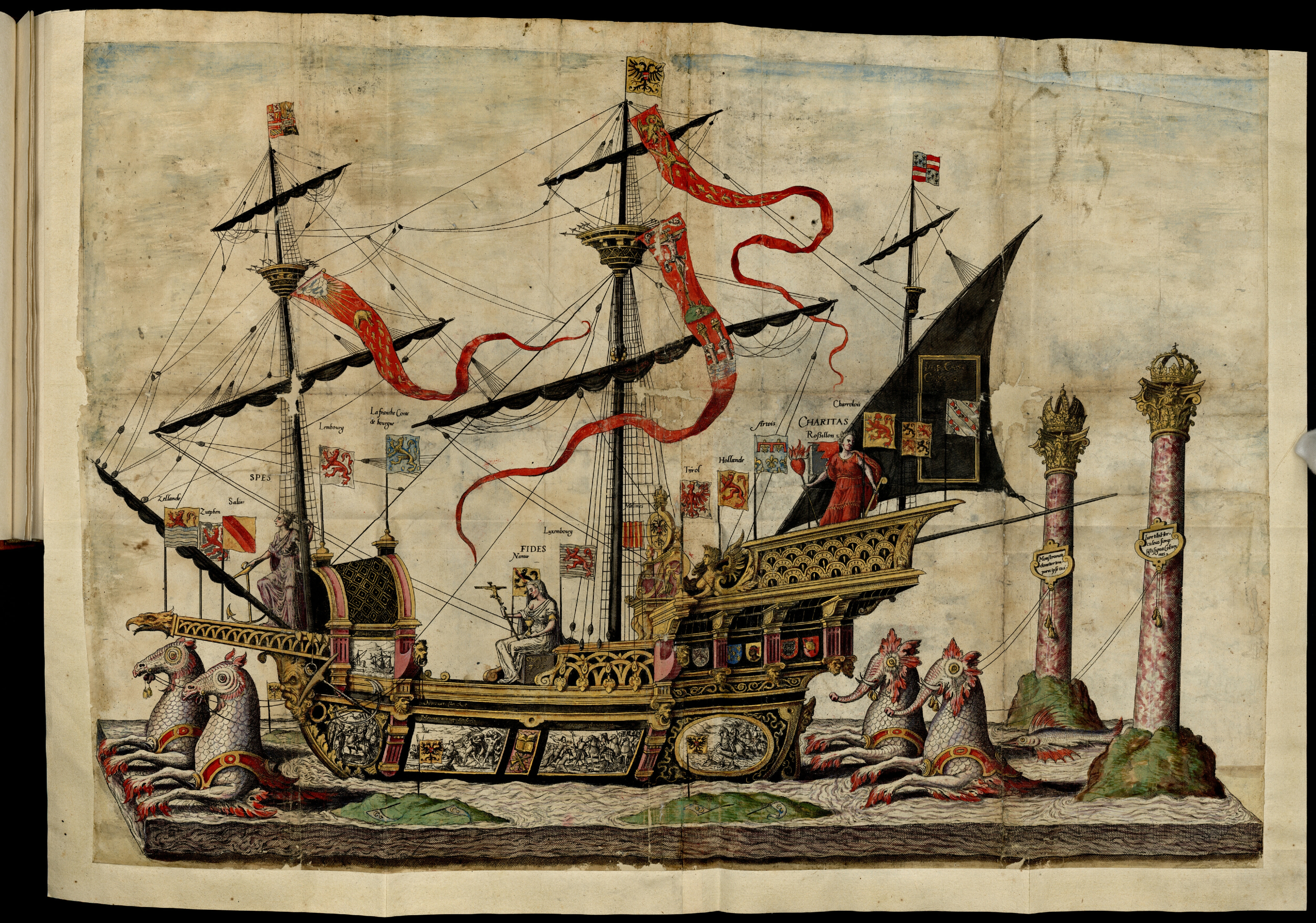
Het hoogtepunt van de begrafenisprocessie voor Karel V op 24 en 25 december 1558  was dit allegorische triomfschip Victoria. Hans Vredeman de Vries was hier de ontwerper van. Het hele plateau met het schip werd " onzichtbaar" voortgetrokken. Achter  het schip de twee zuilen van Hercules. De bemanning van het schip bestond  uit Hoop op de voorplecht, Geloof midscheeps en Liefde op de campagne. Deze illustratie maakte deel uit van het album en een rol van 12 meter, in 1559 gedrukt door Plantijn
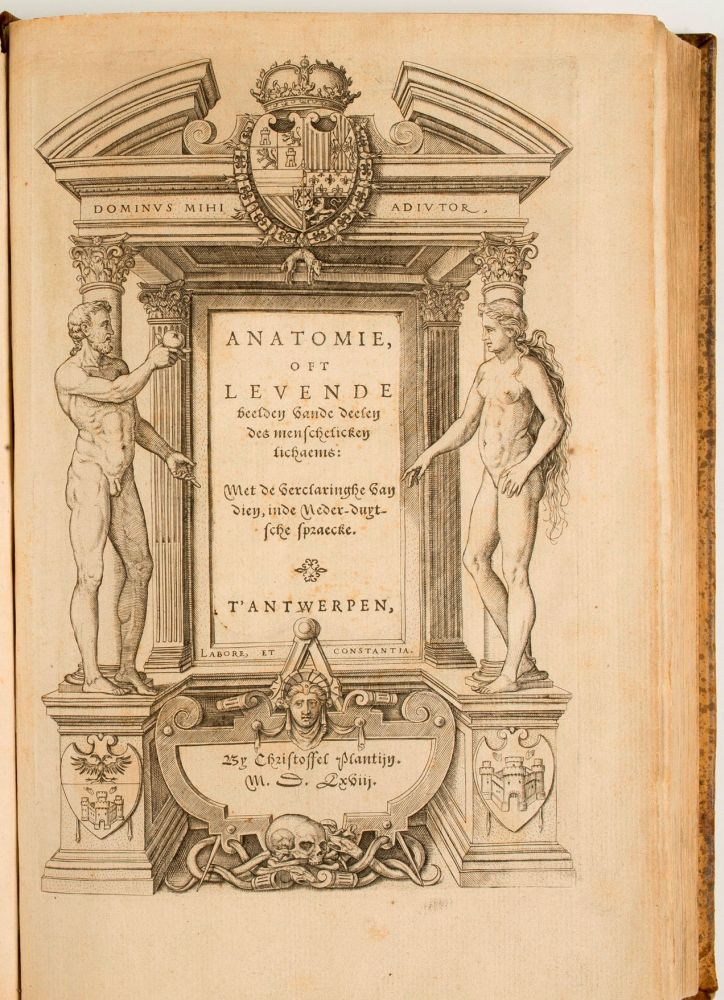
Titelpagina van Anatomie, oft levende beelden vande deelen des menschelicken lichaems, met de verclaringhe van dien, inde Nederduytsche spraecke van Juan Valverde de Amusco, (1568)
- Frontispiece van Humanae salutis monumenta, een Latijnse vertaling door Benito Arias Montano van het reisverslag van Benjamin van Tudela.
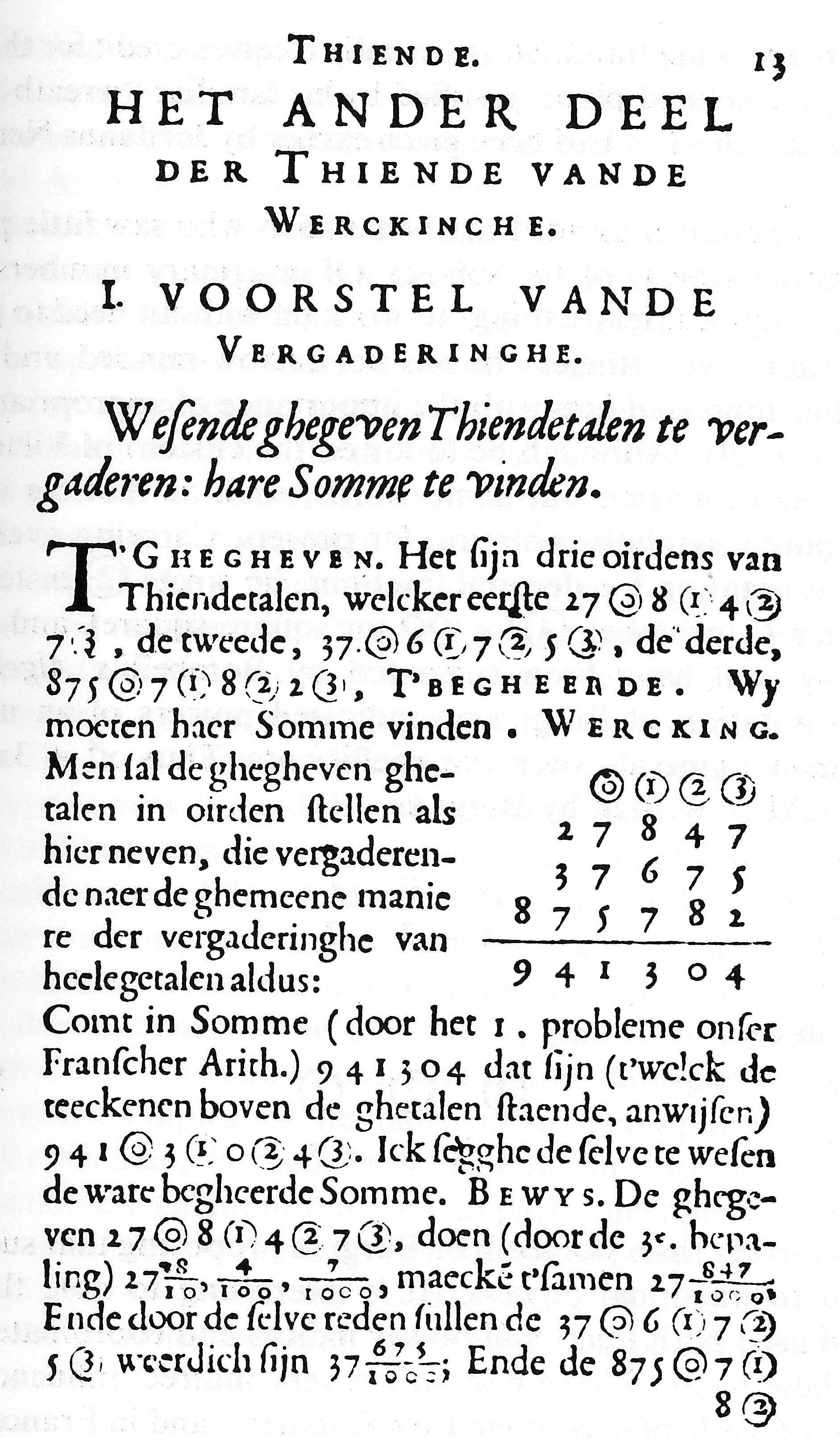
De Thiende van Simon Stevin. Op deze pagina wordt uitgelegd hoe men decimale breuken kan optellen.
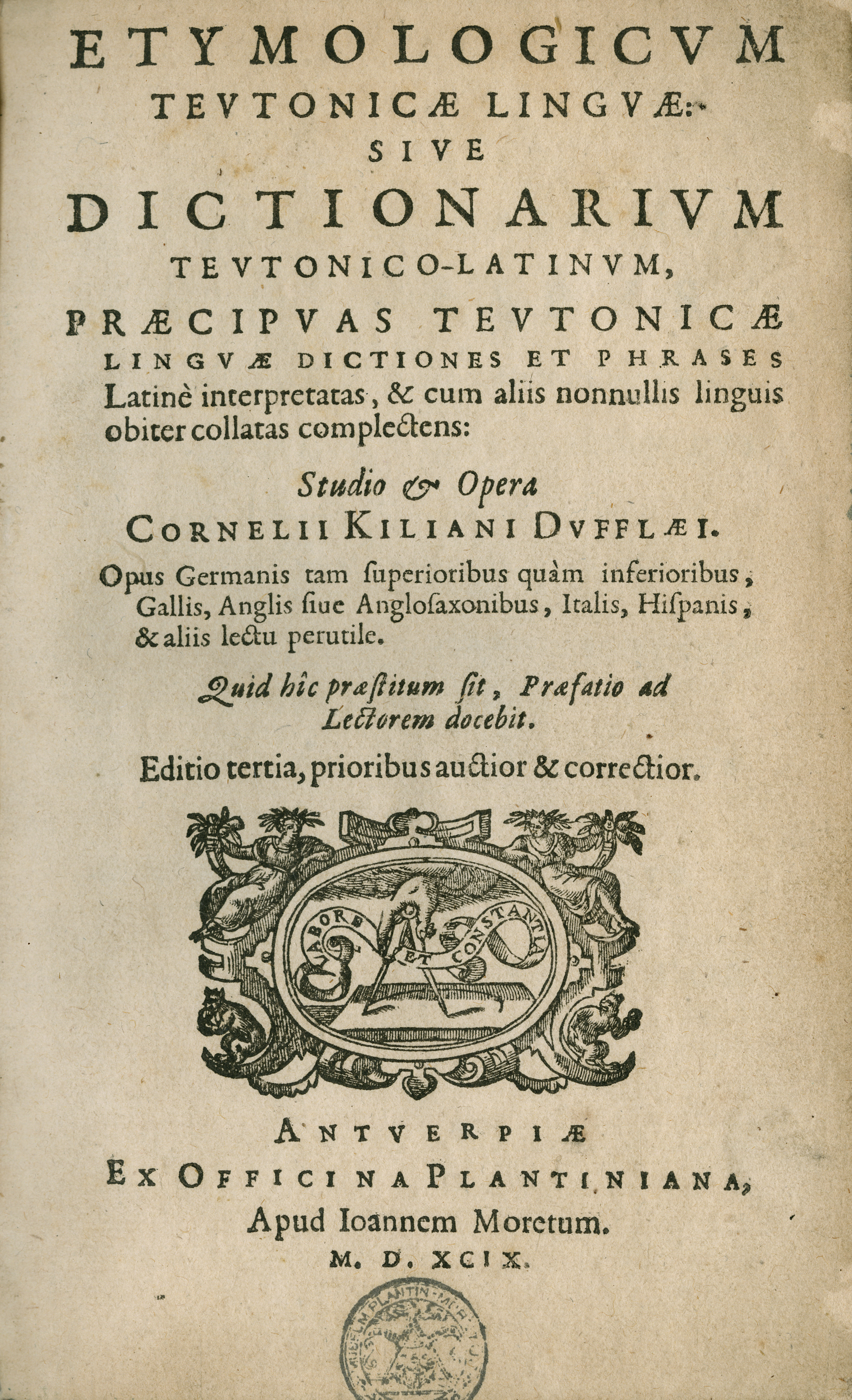
Het Etymologicum Teutonicae Linguae van Cornelis Kiliaan. Kiliaan had in het bedrijf van Plantijn decennia aan de ontwikkeling van woordenboeken kunnen werken. Dit werd na het overlijden van Plantijn gedrukt. Het was het eerste moderne woordenboek van het Nederlands.